# قائمة مجلدات المحقق كونان

الفصل الـ 1000 من سلسلة فصول المحقق كونان.

إصدارات مانغا المحقق كونان عادة ما تكون من كتابة وتأليف غوشو أوياما، أول إصدار من هذه المانغا كان في 18 يونيو 1994 ، واستمر الإصدار حيث وصل عدد الفصول إلى أكثر من 1138 فصلًا واضعة المانغا الخاصة بالمحقق كونان في المرتبة الـ 21 من ناحية أكثر المانغا إصدارًا، وفي 18 أغسطس 2016 تم الوصول إلى الإصدار المجلد التسعين من هذه السلسة، بعد أن كان الإصدار الأول لها في 1994.
وقد تم الترخيص نشر سلسلة المانغا في كثير من بلدان العالم مثل الصين، فرنسا، ألمانيا، إندونيسيا، وفنلندا. في الولايات المتحدة وبعد حصول FUNimation للترفيه علي تصريح، حصلت Viz Media على حقوق طبع المانغا وتم تغيير الاسم إلى Case Closed أو القضية مغلقة مع تغيير أسماء بعض الشخصيات لتجنب صراع حول حقوق الملكية الفكرية. وتم إصدار أول نسخة باللغة الإنجليزية في 7 سبتمبر 2004. لكن في 22 يوليو 2009 حصلت Viz Media على ترخيص نشر المانغا على الشبكة العنكبوتية، فتم تحميل أول فصل على الإنترنت في 21 أكتوبر 2009.
تعد مانغا المحقق كونان من بين أطول سلاسل المانغا. فمنذ بداية إصدار المانغا في 1994 ولغاية، تم بيع أكثر من 201 مليون نسخة، مما جعله رابع الترتيب في قائمة أكثر المانغا مبيعاً في تاريخ الأنيمي والثاني في الترتيب على مستوى اليابان. هذا الكم الهائل من المبيعات كان متوافقاً مع حصول نسخ المانغا على ترتيب متقدم في قوائم المانجا الأكثر مبيعا. وفي عام 2001. فاز بجائزة شوغاكوكين من خلال استطلاع على الانترنت، كان أغلب مشاركاته من شباب في منتصف العشرينات، حيث اعتبر واحداً من أكبر ثلاث إصادرات المانجا أراد متابعوه أن يستمر في إصداره.

## فصول المانغا
- قائمة مجلدات المحقق كونان (1-20)
- قائمة مجلدات المحقق كونان (61-80)

### مجلدات-103-الآن
| المجلد      | تاريخ الصدور | ردمك | الشخصيات | الشخصيات |
| المجلد      | تاريخ الصدور | ردمك | الشخصية المفتاح | المحقق |
| ----------- | --- | --- | --- | --- |
| ''''61''''  | 3 ابريل 2008 | 978-4-09-121340-2 | جيروكيچي سوزوكي | كوكو |
| الفصل       | العنوان | الحلقات المقابلة | الحلقات المقابلة | الحلقات المقابلة |
| 631         | الظفر الأرجواني 紫紅の爪                                                                                                  | 515: سحر انتقال كايتو كيد الفوري                                                                                         | 515: سحر انتقال كايتو كيد الفوري                                                                                         | 515: سحر انتقال كايتو كيد الفوري                                                                                         |
| 632         | حركة فورية 瞬間移動 | 515: سحر انتقال كايتو كيد الفوري                                                                                         | 515: سحر انتقال كايتو كيد الفوري                                                                                         | 515: سحر انتقال كايتو كيد الفوري                                                                                         |
| 633         | ثلاث مُحرَّمات 3つのタブー                                                                                                   | 515: سحر انتقال كايتو كيد الفوري                                                                                         | 515: سحر انتقال كايتو كيد الفوري                                                                                         | 515: سحر انتقال كايتو كيد الفوري                                                                                         |
| 634         | صفر Zero | 515: سحر انتقال كايتو كيد الفوري                                                                                         | 515: سحر انتقال كايتو كيد الفوري                                                                                         | 515: سحر انتقال كايتو كيد الفوري                                                                                         |
| 635         | حرق 燃える | 524-525: شرارة الكراهية الزرقاء                                                                                          | 524-525: شرارة الكراهية الزرقاء                                                                                          | 524-525: شرارة الكراهية الزرقاء                                                                                          |
| 636         | سبب الحريق 火種 | 524-525: شرارة الكراهية الزرقاء                                                                                          | 524-525: شرارة الكراهية الزرقاء                                                                                          | 524-525: شرارة الكراهية الزرقاء                                                                                          |
| 637         | فرقعة バチバチ | 524-525: شرارة الكراهية الزرقاء                                                                                          | 524-525: شرارة الكراهية الزرقاء                                                                                          | 524-525: شرارة الكراهية الزرقاء                                                                                          |
| 638         | طائرة ورقية 紙飛行機 | 510-511: كونان ضد الشفرة المزدوجة الغامضة و استعراض التحري: شينچي ضد سوبارو أوكيا                                        | 510-511: كونان ضد الشفرة المزدوجة الغامضة و استعراض التحري: شينچي ضد سوبارو أوكيا                                        | 510-511: كونان ضد الشفرة المزدوجة الغامضة و استعراض التحري: شينچي ضد سوبارو أوكيا                                        |
| 639         | مساج メッセージ | 510-511: كونان ضد الشفرة المزدوجة الغامضة و استعراض التحري: شينچي ضد سوبارو أوكيا                                        | 510-511: كونان ضد الشفرة المزدوجة الغامضة و استعراض التحري: شينچي ضد سوبارو أوكيا                                        | 510-511: كونان ضد الشفرة المزدوجة الغامضة و استعراض التحري: شينچي ضد سوبارو أوكيا                                        |
| 640         | إنقاذ レスキュー | 510-511: كونان ضد الشفرة المزدوجة الغامضة و استعراض التحري: شينچي ضد سوبارو أوكيا                                        | 510-511: كونان ضد الشفرة المزدوجة الغامضة و استعراض التحري: شينچي ضد سوبارو أوكيا                                        | 510-511: كونان ضد الشفرة المزدوجة الغامضة و استعراض التحري: شينچي ضد سوبارو أوكيا                                        |
| 641         | هدم メッセージ | 526: هدية من المذنب الحقيقي                                                                                              | 526: هدية من المذنب الحقيقي                                                                                              | 526: هدية من المذنب الحقيقي                                                                                              |
| المجلد      | تاريخ الصدور | ردمك | الشخصيات | الشخصيات |
| المجلد      | تاريخ الصدور | ردمك | الشخصية المفتاح | المحقق |
| ''''62''''  | 11 أغسطس 2008 | 978-4-09-121464-5 | - | - |
| الفصل       | العنوان | الحلقات المقابلة | الحلقات المقابلة | الحلقات المقابلة |
| 642         | الصداقة الكاذبة 偽りの友情                                                                                                | 526: هدية من المذنب الحقيقي                                                                                              | 526: هدية من المذنب الحقيقي                                                                                              | 526: هدية من المذنب الحقيقي                                                                                              |
| 643         | أجنحة إيكاروس イカロスの翼                                                                                                | 528-529: قوة فوق الغموض                                                                                                  | 528-529: قوة فوق الغموض                                                                                                  | 528-529: قوة فوق الغموض                                                                                                  |
| 644         | ثأر 返し技 | 528-529: قوة فوق الغموض                                                                                                  | 528-529: قوة فوق الغموض                                                                                                  | 528-529: قوة فوق الغموض                                                                                                  |
| 645         | إصابة غير مقصودة ケガの功名                                                                                               | 528-529: قوة فوق الغموض                                                                                                  | 528-529: قوة فوق الغموض                                                                                                  | 528-529: قوة فوق الغموض                                                                                                  |
| 646         | قرية العداء 憎悪の村 | 521-522: القاتل، شينچي كودو و وجه شينچي الحقيقي ودموع ران                                                                | 521-522: القاتل، شينچي كودو و وجه شينچي الحقيقي ودموع ران                                                                | 521-522: القاتل، شينچي كودو و وجه شينچي الحقيقي ودموع ران                                                                |
| 647         | الذاكرة المفقودة 失われた記憶                                                                                             | 521-522: القاتل، شينچي كودو و وجه شينچي الحقيقي ودموع ران                                                                | 521-522: القاتل، شينچي كودو و وجه شينچي الحقيقي ودموع ران                                                                | 521-522: القاتل، شينچي كودو و وجه شينچي الحقيقي ودموع ران                                                                |
| 648         | قتل شينچي كودو 工藤新一の殺人                                                                                             | 521-522: القاتل، شينچي كودو و وجه شينچي الحقيقي ودموع ران                                                                | 521-522: القاتل، شينچي كودو و وجه شينچي الحقيقي ودموع ران                                                                | 521-522: القاتل، شينچي كودو و وجه شينچي الحقيقي ودموع ران                                                                |
| 649         | شيراگامي-ساما 死羅神様 | 521-522: القاتل، شينچي كودو و وجه شينچي الحقيقي ودموع ران                                                                | 521-522: القاتل، شينچي كودو و وجه شينچي الحقيقي ودموع ران                                                                | 521-522: القاتل، شينچي كودو و وجه شينچي الحقيقي ودموع ران                                                                |
| 650         | دموع لا نهاية لها 止まらぬ涙                                                                                              | 521-522: القاتل، شينچي كودو و وجه شينچي الحقيقي ودموع ران                                                                | 521-522: القاتل، شينچي كودو و وجه شينچي الحقيقي ودموع ران                                                                | 521-522: القاتل، شينچي كودو و وجه شينچي الحقيقي ودموع ران                                                                |
| 651         | الوجه الحقيقي 正体 | 521-522: القاتل، شينچي كودو و وجه شينچي الحقيقي ودموع ران                                                                | 521-522: القاتل، شينچي كودو و وجه شينچي الحقيقي ودموع ران                                                                | 521-522: القاتل، شينچي كودو و وجه شينچي الحقيقي ودموع ران                                                                |
| 652         | الشيء الذي تريد سؤاله حقًّا ホントに聞きたいコ                                                                              | 521-522: القاتل، شينچي كودو و وجه شينچي الحقيقي ودموع ران                                                                | 521-522: القاتل، شينچي كودو و وجه شينچي الحقيقي ودموع ران                                                                | 521-522: القاتل، شينچي كودو و وجه شينچي الحقيقي ودموع ران                                                                |
| المجلد      | تاريخ الصدور | ردمك | الشخصيات | الشخصيات |
| المجلد      | تاريخ الصدور | ردمك | الشخصية المفتاح | المحقق |
| ''''63''''  | 7 نوفمبر 2008 | 978-4-09-121513-0 | - | - |
| الفصل       | العنوان | الحلقات المقابلة | الحلقات المقابلة | الحلقات المقابلة |
| 653         | تحقيقي オレの推理 | 521-522: القاتل، شينچي كودو و وجه شينچي الحقيقي ودموع ران                                                                | 521-522: القاتل، شينچي كودو و وجه شينچي الحقيقي ودموع ران                                                                | 521-522: القاتل، شينچي كودو و وجه شينچي الحقيقي ودموع ران                                                                |
| 654         | إجابة التحقيق 推理の答え                                                                                                  | 521-522: القاتل، شينچي كودو و وجه شينچي الحقيقي ودموع ران                                                                | 521-522: القاتل، شينچي كودو و وجه شينچي الحقيقي ودموع ران                                                                | 521-522: القاتل، شينچي كودو و وجه شينچي الحقيقي ودموع ران                                                                |
| 655         | السلاح الذي يدور 回る凶器                                                                                                 | 549-550: غموض السوشي الذي يدور                                                                                           | 549-550: غموض السوشي الذي يدور                                                                                           | 549-550: غموض السوشي الذي يدور                                                                                           |
| 656         | تصويب بدقَّة 狙い撃ち | 549-550: غموض السوشي الذي يدور                                                                                           | 549-550: غموض السوشي الذي يدور                                                                                           | 549-550: غموض السوشي الذي يدور                                                                                           |
| 657         | معلومات حول مكان السم 毒物のありか                                                                                        | 549-550: غموض السوشي الذي يدور                                                                                           | 549-550: غموض السوشي الذي يدور                                                                                           | 549-550: غموض السوشي الذي يدور                                                                                           |
| 658         | خنزير، غزال، فراشة إِينو شِيكا چوٌ 猪・鹿・蝶                                                                                | 551-552: المتهم هو والد گينتا                                                                                            | 551-552: المتهم هو والد گينتا                                                                                            | 551-552: المتهم هو والد گينتا                                                                                            |
| 659         | 801 وشاكُوهاچِي والصف الأول 八百一と尺八と一品                                                                              | 551-552: المتهم هو والد گينتا                                                                                            | 551-552: المتهم هو والد گينتا                                                                                            | 551-552: المتهم هو والد گينتا                                                                                            |
| 660         | حقيقة المسابقة 選手権の目的                                                                                               | 551-552: المتهم هو والد گينتا                                                                                            | 551-552: المتهم هو والد گينتا                                                                                            | 551-552: المتهم هو والد گينتا                                                                                            |
| 661         | الساحرة الفضية 銀白の魔女                                                                                                 | 545-546: الساحرة المُتستِّرة بالضباب                                                                                        | 545-546: الساحرة المُتستِّرة بالضباب                                                                                        | 545-546: الساحرة المُتستِّرة بالضباب                                                                                        |
| 662         | FD أبيض 白のFD | 545-546: الساحرة المُتستِّرة بالضباب                                                                                        | 545-546: الساحرة المُتستِّرة بالضباب                                                                                        | 545-546: الساحرة المُتستِّرة بالضباب                                                                                        |
| 663         | هوية الساحرة الحقيقية 魔女の正体                                                                                          | 545-546: الساحرة المُتستِّرة بالضباب                                                                                        | 545-546: الساحرة المُتستِّرة بالضباب                                                                                        | 545-546: الساحرة المُتستِّرة بالضباب                                                                                        |
| المجلد      | تاريخ الصدور | ردمك | الشخصيات | الشخصيات |
| المجلد      | تاريخ الصدور | ردمك | الشخصية المفتاح | المحقق |
| 64          | 2 أبريل 2009 | 978-4-09-121892-6 | كيوناگا ماتسوموتو | المفتش زينيگاتا |
| الفصل       | العنوان | الحلقات المقابلة | الحلقات المقابلة | الحلقات المقابلة |
| 664         | صخرة إِيكَّاكُو 一角岩 | 542-513: السمك المختفي عند صخرة إيكّاكو                                                                                   | 542-513: السمك المختفي عند صخرة إيكّاكو                                                                                   | 542-513: السمك المختفي عند صخرة إيكّاكو                                                                                   |
| 665         | سمك الماكريل والشبوط والأبراميس البحري والمفلطح サバ・コイ・タイ・ヒラメ                                                  | 542-513: السمك المختفي عند صخرة إيكّاكو                                                                                   | 542-513: السمك المختفي عند صخرة إيكّاكو                                                                                   | 542-513: السمك المختفي عند صخرة إيكّاكو                                                                                   |
| 666         | تعطُّش للدم 殺気 | 542-513: السمك المختفي عند صخرة إيكّاكو                                                                                   | 542-513: السمك المختفي عند صخرة إيكّاكو                                                                                   | 542-513: السمك المختفي عند صخرة إيكّاكو                                                                                   |
| 667         | جُرح 傷 | 532-533: جرح الحب الأول والجرح الذي يستدعي الماضي                                                                        | 532-533: جرح الحب الأول والجرح الذي يستدعي الماضي                                                                        | 532-533: جرح الحب الأول والجرح الذي يستدعي الماضي                                                                        |
| 668         | فتى الذكريات 思い出の少年                                                                                                 | 532-533: جرح الحب الأول والجرح الذي يستدعي الماضي                                                                        | 532-533: جرح الحب الأول والجرح الذي يستدعي الماضي                                                                        | 532-533: جرح الحب الأول والجرح الذي يستدعي الماضي                                                                        |
| 669         | گارِي-كُون ガリ君 | 532-533: جرح الحب الأول والجرح الذي يستدعي الماضي                                                                        | 532-533: جرح الحب الأول والجرح الذي يستدعي الماضي                                                                        | 532-533: جرح الحب الأول والجرح الذي يستدعي الماضي                                                                        |
| 670         | الرجل الذي يُصفِّر 口笛の男                                                                                                  | 534-535: الجرح الجديد والرجل الذي يُصفِّر جرح قديم وروح المتحري                                                             | 534-535: الجرح الجديد والرجل الذي يُصفِّر جرح قديم وروح المتحري                                                             | 534-535: الجرح الجديد والرجل الذي يُصفِّر جرح قديم وروح المتحري                                                             |
| 671         | الاتصال つながり | 534-535: الجرح الجديد والرجل الذي يُصفِّر جرح قديم وروح المتحري                                                             | 534-535: الجرح الجديد والرجل الذي يُصفِّر جرح قديم وروح المتحري                                                             | 534-535: الجرح الجديد والرجل الذي يُصفِّر جرح قديم وروح المتحري                                                             |
| 672         | ESWN {{{3}}} | 534-535: الجرح الجديد والرجل الذي يُصفِّر جرح قديم وروح المتحري                                                             | 534-535: الجرح الجديد والرجل الذي يُصفِّر جرح قديم وروح المتحري                                                             | 534-535: الجرح الجديد والرجل الذي يُصفِّر جرح قديم وروح المتحري                                                             |
| 673         | النمط المُعتاد よくあるパターン                                                                                            | 534-535: الجرح الجديد والرجل الذي يُصفِّر جرح قديم وروح المتحري                                                             | 534-535: الجرح الجديد والرجل الذي يُصفِّر جرح قديم وروح المتحري                                                             | 534-535: الجرح الجديد والرجل الذي يُصفِّر جرح قديم وروح المتحري                                                             |
| 674         | تانوكي الحديدي 鉄狸 | 537-538: كايتو كيد ضد الخزنة الأمنية الأقوى                                                                              | 537-538: كايتو كيد ضد الخزنة الأمنية الأقوى                                                                              | 537-538: كايتو كيد ضد الخزنة الأمنية الأقوى                                                                              |
| المجلد      | تاريخ الصدور | ردمك | الشخصيات | الشخصيات |
| المجلد      | تاريخ الصدور | ردمك | الشخصية المفتاح | المحقق |
| ''''65''''  | 18 أغسطس 2009 | 978-4-09-121717-2 | - | - |
| الفصل       | العنوان | الحلقات المقابلة | الحلقات المقابلة | الحلقات المقابلة |
| 675         | الاختباء 潜伏 | 537-538: كايتو كيد ضد الخزنة الأمنية الأقوى                                                                              | 537-538: كايتو كيد ضد الخزنة الأمنية الأقوى                                                                              | 537-538: كايتو كيد ضد الخزنة الأمنية الأقوى                                                                              |
| 676         | فك القفل 解錠 | 537-538: كايتو كيد ضد الخزنة الأمنية الأقوى                                                                              | 537-538: كايتو كيد ضد الخزنة الأمنية الأقوى                                                                              | 537-538: كايتو كيد ضد الخزنة الأمنية الأقوى                                                                              |
| 677         | الرجل المُقدَّر 運命の人 | 563-564: فتيان التحري ضد مجموعة اللصوص                                                                                   | 563-564: فتيان التحري ضد مجموعة اللصوص                                                                                   | 563-564: فتيان التحري ضد مجموعة اللصوص                                                                                   |
| 678         | فخ 罠 | 563-564: فتيان التحري ضد مجموعة اللصوص                                                                                   | 563-564: فتيان التحري ضد مجموعة اللصوص                                                                                   | 563-564: فتيان التحري ضد مجموعة اللصوص                                                                                   |
| 679         | القلب المُهتز 揺れる心 | 563-564: فتيان التحري ضد مجموعة اللصوص                                                                                   | 563-564: فتيان التحري ضد مجموعة اللصوص                                                                                   | 563-564: فتيان التحري ضد مجموعة اللصوص                                                                                   |
| 680         | برفقة شخصين خطيرين 危険な2人連れ                                                                                          | 557: حفلة خطيرة لشخصين                                                                                                   | 557: حفلة خطيرة لشخصين                                                                                                   | 557: حفلة خطيرة لشخصين                                                                                                   |
| 681         | نصف-قتل 半殺し | 557: حفلة خطيرة لشخصين                                                                                                   | 557: حفلة خطيرة لشخصين                                                                                                   | 557: حفلة خطيرة لشخصين                                                                                                   |
| 682         | جدار أحمر 赤い壁 | 558-561: قصر الموت والحائط الأحمر                                                                                        | 558-561: قصر الموت والحائط الأحمر                                                                                        | 558-561: قصر الموت والحائط الأحمر                                                                                        |
| 683         | في اليد 掌中 | 558-561: قصر الموت والحائط الأحمر                                                                                        | 558-561: قصر الموت والحائط الأحمر                                                                                        | 558-561: قصر الموت والحائط الأحمر                                                                                        |
| 684         | الكومي المُتأخر 死せる孔明                                                                                                 | 558-561: قصر الموت والحائط الأحمر                                                                                        | 558-561: قصر الموت والحائط الأحمر                                                                                        | 558-561: قصر الموت والحائط الأحمر                                                                                        |
| 685         | اجعل الأصدقاء يسرعون 生ける仲達を走らす                                                                                   | 558-561: قصر الموت والحائط الأحمر                                                                                        | 558-561: قصر الموت والحائط الأحمر                                                                                        | 558-561: قصر الموت والحائط الأحمر                                                                                        |
| المجلد      | تاريخ الصدور | ردمك | الشخصيات | الشخصيات |
| المجلد      | تاريخ الصدور | ردمك | الشخصية المفتاح | المحقق |
| ''''66''''  | 18 نوفمبر 2009 | 978-4-09-122048-6 | - | - |
| الفصل       | العنوان | الحلقات المقابلة | الحلقات المقابلة | الحلقات المقابلة |
| 686         | طعم رائع 好餌 | 558-561: قصر الموت والحائط الأحمر                                                                                        | 558-561: قصر الموت والحائط الأحمر                                                                                        | 558-561: قصر الموت والحائط الأحمر                                                                                        |
| 687         | ذاكرة 思い出 | 568-569: المحقق شيراتوري، ذكريات الساكورا                                                                                | 568-569: المحقق شيراتوري، ذكريات الساكورا                                                                                | 568-569: المحقق شيراتوري، ذكريات الساكورا                                                                                |
| 688         | سقوط الساكورا サクラチル                                                                                                  | 568-569: المحقق شيراتوري، ذكريات الساكورا                                                                                | 568-569: المحقق شيراتوري، ذكريات الساكورا                                                                                | 568-569: المحقق شيراتوري، ذكريات الساكورا                                                                                |
| 689         | تفتُّح الساكورا サクラサク                                                                                                  | 568-569: المحقق شيراتوري، ذكريات الساكورا                                                                                | 568-569: المحقق شيراتوري، ذكريات الساكورا                                                                                | 568-569: المحقق شيراتوري، ذكريات الساكورا                                                                                |
| 690         | المستودع المسكون もののけ倉                                                                                               | 571-572: معركة كنز المستودع المسكور                                                                                      | 571-572: معركة كنز المستودع المسكور                                                                                      | 571-572: معركة كنز المستودع المسكور                                                                                      |
| 691         | كونان ضد المتحرين الصغارコナン 探偵団 '                                                                                   | 571-572: معركة كنز المستودع المسكور                                                                                      | 571-572: معركة كنز المستودع المسكور                                                                                      | 571-572: معركة كنز المستودع المسكور                                                                                      |
| 692         | سر المستودع 倉の秘密 | 571-572: معركة كنز المستودع المسكور                                                                                      | 571-572: معركة كنز المستودع المسكور                                                                                      | 571-572: معركة كنز المستودع المسكور                                                                                      |
| 693         | عملية استعادة الرقية お守り奪還作戦                                                                                       | 573-574: مكان الرقية المخجلة                                                                                             | 573-574: مكان الرقية المخجلة                                                                                             | 573-574: مكان الرقية المخجلة                                                                                             |
| 694         | اللعبة الأعظم 最高の試合                                                                                                  | 573-574: مكان الرقية المخجلة                                                                                             | 573-574: مكان الرقية المخجلة                                                                                             | 573-574: مكان الرقية المخجلة                                                                                             |
| 695         | مرض-متقلب المزاج - 意地悪                                                                                                 | 573-574: مكان الرقية المخجلة                                                                                             | 573-574: مكان الرقية المخجلة                                                                                             | 573-574: مكان الرقية المخجلة                                                                                             |
| 696         | لولي القوطية ゴスロリ | 575-576: حجة غياب الرداء الأسود                                                                                          | 575-576: حجة غياب الرداء الأسود                                                                                          | 575-576: حجة غياب الرداء الأسود                                                                                          |
| المجلد      | تاريخ الصدور | ردمك | الشخصيات | الشخصيات |
| المجلد      | تاريخ الصدور | ردمك | الشخصية المفتاح | المحقق |
| ''''67''''  | 18 فبراير 2010 | 978-4-09-122146-9 | - | - |
| الفصل       | العنوان | الحلقات المقابلة | الحلقات المقابلة | الحلقات المقابلة |
| 697         | لعنة الموضة 呪いのファッション!?                                                                                          | 575-576: حجة غياب الرداء الأسود                                                                                          | 575-576: حجة غياب الرداء الأسود                                                                                          | 575-576: حجة غياب الرداء الأسود                                                                                          |
| 698         | شيء هشّ وغير مُحدَّد 不確かでもろい物                                                                                         | 575-576: حجة غياب الرداء الأسود                                                                                          | 575-576: حجة غياب الرداء الأسود                                                                                          | 575-576: حجة غياب الرداء الأسود                                                                                          |
| 699         | الغد هناك 明日があるさ | 578-581: الكارثة المجلوبة من قِبل نذير النحس الأحمر واقتراح الثالث عشر الأسود واقتراب المهلة السوداء والهدف الأحمر المهتز | 578-581: الكارثة المجلوبة من قِبل نذير النحس الأحمر واقتراح الثالث عشر الأسود واقتراب المهلة السوداء والهدف الأحمر المهتز | 578-581: الكارثة المجلوبة من قِبل نذير النحس الأحمر واقتراح الثالث عشر الأسود واقتراب المهلة السوداء والهدف الأحمر المهتز |
| 700         | منطقة خطيرة 危険なエリア                                                                                                  | 578-581: الكارثة المجلوبة من قِبل نذير النحس الأحمر واقتراح الثالث عشر الأسود واقتراب المهلة السوداء والهدف الأحمر المهتز | 578-581: الكارثة المجلوبة من قِبل نذير النحس الأحمر واقتراح الثالث عشر الأسود واقتراب المهلة السوداء والهدف الأحمر المهتز | 578-581: الكارثة المجلوبة من قِبل نذير النحس الأحمر واقتراح الثالث عشر الأسود واقتراب المهلة السوداء والهدف الأحمر المهتز |
| 701         | تلميح الأحمر و13 赤と13の暗示                                                                                             | 578-581: الكارثة المجلوبة من قِبل نذير النحس الأحمر واقتراح الثالث عشر الأسود واقتراب المهلة السوداء والهدف الأحمر المهتز | 578-581: الكارثة المجلوبة من قِبل نذير النحس الأحمر واقتراح الثالث عشر الأسود واقتراب المهلة السوداء والهدف الأحمر المهتز | 578-581: الكارثة المجلوبة من قِبل نذير النحس الأحمر واقتراح الثالث عشر الأسود واقتراب المهلة السوداء والهدف الأحمر المهتز |
| 702         | تصويب المُفجِّر-هان 爆弾犯の狙い                                                                                             | 578-581: الكارثة المجلوبة من قِبل نذير النحس الأحمر واقتراح الثالث عشر الأسود واقتراب المهلة السوداء والهدف الأحمر المهتز | 578-581: الكارثة المجلوبة من قِبل نذير النحس الأحمر واقتراح الثالث عشر الأسود واقتراب المهلة السوداء والهدف الأحمر المهتز | 578-581: الكارثة المجلوبة من قِبل نذير النحس الأحمر واقتراح الثالث عشر الأسود واقتراب المهلة السوداء والهدف الأحمر المهتز |
| 703         | الحقيقة حول العاصفة الثلجية 吹雪の中の真実                                                                                | 578-581: الكارثة المجلوبة من قِبل نذير النحس الأحمر واقتراح الثالث عشر الأسود واقتراب المهلة السوداء والهدف الأحمر المهتز | 578-581: الكارثة المجلوبة من قِبل نذير النحس الأحمر واقتراح الثالث عشر الأسود واقتراب المهلة السوداء والهدف الأحمر المهتز | 578-581: الكارثة المجلوبة من قِبل نذير النحس الأحمر واقتراح الثالث عشر الأسود واقتراب المهلة السوداء والهدف الأحمر المهتز |
| 704         | اصطدام صامت 静かなる戦い                                                                                                  | 578-581: الكارثة المجلوبة من قِبل نذير النحس الأحمر واقتراح الثالث عشر الأسود واقتراب المهلة السوداء والهدف الأحمر المهتز | 578-581: الكارثة المجلوبة من قِبل نذير النحس الأحمر واقتراح الثالث عشر الأسود واقتراب المهلة السوداء والهدف الأحمر المهتز | 578-581: الكارثة المجلوبة من قِبل نذير النحس الأحمر واقتراح الثالث عشر الأسود واقتراب المهلة السوداء والهدف الأحمر المهتز |
| 705         | حب كوباياشِي-سينسي 小林先生の恋                                                                                            | 583-585: حب كوباياشي-سينسي وحب المفتش شيراتوري الضائع وحب الساكورا غير المُحدَّد بزمن                                       | 583-585: حب كوباياشي-سينسي وحب المفتش شيراتوري الضائع وحب الساكورا غير المُحدَّد بزمن                                       | 583-585: حب كوباياشي-سينسي وحب المفتش شيراتوري الضائع وحب الساكورا غير المُحدَّد بزمن                                       |
| 706         | خطأ في فهم كوباياشي-سينسي 小林先生の誤解                                                                                  | 583-585: حب كوباياشي-سينسي وحب المفتش شيراتوري الضائع وحب الساكورا غير المُحدَّد بزمن                                       | 583-585: حب كوباياشي-سينسي وحب المفتش شيراتوري الضائع وحب الساكورا غير المُحدَّد بزمن                                       | 583-585: حب كوباياشي-سينسي وحب المفتش شيراتوري الضائع وحب الساكورا غير المُحدَّد بزمن                                       |
| 707         | فتاة الساكورا هي؟ 桜の少女は？                                                                                            | 583-585: حب كوباياشي-سينسي وحب المفتش شيراتوري الضائع وحب الساكورا غير المُحدَّد بزمن                                       | 583-585: حب كوباياشي-سينسي وحب المفتش شيراتوري الضائع وحب الساكورا غير المُحدَّد بزمن                                       | 583-585: حب كوباياشي-سينسي وحب المفتش شيراتوري الضائع وحب الساكورا غير المُحدَّد بزمن                                       |
| المجلد      | تاريخ الصدور | ردمك | الشخصيات | الشخصيات |
| المجلد      | تاريخ الصدور | ردمك | الشخصية المفتاح | المحقق |
| ''''68''''  | 18 مايو 2010 | 978-4-09-122290-9 | - | - |
| الفصل       | العنوان | الحلقات المقابلة | الحلقات المقابلة | الحلقات المقابلة |
| 708         | الساكورا في تفتحها الكامل 桜, 満開                                                                                        | 583-585: حب كوباياشي-سينسي وحب المفتش شيراتوري الضائع وحب الساكورا غير المُحدَّد بزمن                                       | 583-585: حب كوباياشي-سينسي وحب المفتش شيراتوري الضائع وحب الساكورا غير المُحدَّد بزمن                                       | 583-585: حب كوباياشي-سينسي وحب المفتش شيراتوري الضائع وحب الساكورا غير المُحدَّد بزمن                                       |
| 709         | سوء حظ إيري كيساكي 妃英里の災難                                                                                           | 589-590: أسوأ عيد ميلاد                                                                                                  | 589-590: أسوأ عيد ميلاد                                                                                                  | 589-590: أسوأ عيد ميلاد                                                                                                  |
| 710         | ارتفع ثم انخفض؟ 落として上げる?                                                                                           | 589-590: أسوأ عيد ميلاد                                                                                                  | 589-590: أسوأ عيد ميلاد                                                                                                  | 589-590: أسوأ عيد ميلاد                                                                                                  |
| 711         | أفضل عيد ميلاد 最高の誕生日                                                                                               | 589-590: أسوأ عيد ميلاد                                                                                                  | 589-590: أسوأ عيد ميلاد                                                                                                  | 589-590: أسوأ عيد ميلاد                                                                                                  |
| 712         | تنين سماوي 青龍 | 585-587: حب الساكورا غير المُحدَّد بزمن وقرن كيرين الذي اختفى في الظلام وكيد ضد الأرواح الأربعة لفريق المتحرين الصغار       | 585-587: حب الساكورا غير المُحدَّد بزمن وقرن كيرين الذي اختفى في الظلام وكيد ضد الأرواح الأربعة لفريق المتحرين الصغار       | 585-587: حب الساكورا غير المُحدَّد بزمن وقرن كيرين الذي اختفى في الظلام وكيد ضد الأرواح الأربعة لفريق المتحرين الصغار       |
| 713         | طائر قرمزي 朱雀 | 585-587: حب الساكورا غير المُحدَّد بزمن وقرن كيرين الذي اختفى في الظلام وكيد ضد الأرواح الأربعة لفريق المتحرين الصغار       | 585-587: حب الساكورا غير المُحدَّد بزمن وقرن كيرين الذي اختفى في الظلام وكيد ضد الأرواح الأربعة لفريق المتحرين الصغار       | 585-587: حب الساكورا غير المُحدَّد بزمن وقرن كيرين الذي اختفى في الظلام وكيد ضد الأرواح الأربعة لفريق المتحرين الصغار       |
| 714         | نمر أبيض 白虎 | 585-587: حب الساكورا غير المُحدَّد بزمن وقرن كيرين الذي اختفى في الظلام وكيد ضد الأرواح الأربعة لفريق المتحرين الصغار       | 585-587: حب الساكورا غير المُحدَّد بزمن وقرن كيرين الذي اختفى في الظلام وكيد ضد الأرواح الأربعة لفريق المتحرين الصغار       | 585-587: حب الساكورا غير المُحدَّد بزمن وقرن كيرين الذي اختفى في الظلام وكيد ضد الأرواح الأربعة لفريق المتحرين الصغار       |
| 715         | سلحفاة سوداء 玄武 | 585-587: حب الساكورا غير المُحدَّد بزمن وقرن كيرين الذي اختفى في الظلام وكيد ضد الأرواح الأربعة لفريق المتحرين الصغار       | 585-587: حب الساكورا غير المُحدَّد بزمن وقرن كيرين الذي اختفى في الظلام وكيد ضد الأرواح الأربعة لفريق المتحرين الصغار       | 585-587: حب الساكورا غير المُحدَّد بزمن وقرن كيرين الذي اختفى في الظلام وكيد ضد الأرواح الأربعة لفريق المتحرين الصغار       |
| 716         | عيد الديك 酉の市 | 592-593: التحقيق في قضية القرد والتسعة                                                                                   | 592-593: التحقيق في قضية القرد والتسعة                                                                                   | 592-593: التحقيق في قضية القرد والتسعة                                                                                   |
| 717         | قرد و9 猿と9 | 592-593: التحقيق في قضية القرد والتسعة                                                                                   | 592-593: التحقيق في قضية القرد والتسعة                                                                                   | 592-593: التحقيق في قضية القرد والتسعة                                                                                   |
| 718         | سذاجة 天真爛漫 | 592-593: التحقيق في قضية القرد والتسعة                                                                                   | 592-593: التحقيق في قضية القرد والتسعة                                                                                   | 592-593: التحقيق في قضية القرد والتسعة                                                                                   |
| المجلد      | تاريخ الصدور | ردمك | الشخصيات | الشخصيات |
| المجلد      | تاريخ الصدور | ردمك | الشخصية المفتاح | المحقق |
| ''''69''''  | 18 أغسطس 2010 | 978-4-09-122500-9 | هيديو أكاگي | ريچارد كف |
| الفصل       | العنوان | الحلقات المقابلة | الحلقات المقابلة | الحلقات المقابلة |
| 719         | طلب من أسفل بحيرة 沼底からの依頼                                                                                          | 600-601: الحلم الذي رآه الكاپا                                                                                           | 600-601: الحلم الذي رآه الكاپا                                                                                           | 600-601: الحلم الذي رآه الكاپا                                                                                           |
| 720         | لعنة الكاپا 河童の呪い | 600-601: الحلم الذي رآه الكاپا                                                                                           | 600-601: الحلم الذي رآه الكاپا                                                                                           | 600-601: الحلم الذي رآه الكاپا                                                                                           |
| 721         | الهوية الحقيقية للكاپا 河童の正体                                                                                         | 600-601: الحلم الذي رآه الكاپا                                                                                           | 600-601: الحلم الذي رآه الكاپا                                                                                           | 600-601: الحلم الذي رآه الكاپا                                                                                           |
| 722         | قاتل الدخان 湯けむりの殺人                                                                                                | 597-598: سيناريو غرفة البخار المغلقة                                                                                     | 597-598: سيناريو غرفة البخار المغلقة                                                                                     | 597-598: سيناريو غرفة البخار المغلقة                                                                                     |
| 723         | غرفة مقفلة على البحيرة 湖上の密室                                                                                         | 597-598: سيناريو غرفة البخار المغلقة                                                                                     | 597-598: سيناريو غرفة البخار المغلقة                                                                                     | 597-598: سيناريو غرفة البخار المغلقة                                                                                     |
| 724         | العين بالعين 目には目を                                                                                                   | 597-598: سيناريو غرفة البخار المغلقة                                                                                     | 597-598: سيناريو غرفة البخار المغلقة                                                                                     | 597-598: سيناريو غرفة البخار المغلقة                                                                                     |
| 725         | جريمة قتل اليوم الأبيض ホワイトデーの殺人                                                                                 | 608-609: يوم الخيانة الأبيض                                                                                              | 608-609: يوم الخيانة الأبيض                                                                                              | 608-609: يوم الخيانة الأبيض                                                                                              |
| 726         | خدعة إعجازية ミラクルなトリック                                                                                           | 608-609: يوم الخيانة الأبيض                                                                                              | 608-609: يوم الخيانة الأبيض                                                                                              | 608-609: يوم الخيانة الأبيض                                                                                              |
| 727         | يوم أبيض سعيد ハッピーホワイトデー                                                                                        | 608-609: يوم الخيانة الأبيض                                                                                              | 608-609: يوم الخيانة الأبيض                                                                                              | 608-609: يوم الخيانة الأبيض                                                                                              |
| 728         | هواء في البدلة ハッピーホワイトデー                                                                                       | 614-615: السر الذي عزفته المذكرة اليومية                                                                                 | 614-615: السر الذي عزفته المذكرة اليومية                                                                                 | 614-615: السر الذي عزفته المذكرة اليومية                                                                                 |
| 729         | عبقري 天才 | 614-615: السر الذي عزفته المذكرة اليومية                                                                                 | 614-615: السر الذي عزفته المذكرة اليومية                                                                                 | 614-615: السر الذي عزفته المذكرة اليومية                                                                                 |
| المجلد      | تاريخ الصدور | ردمك | الشخصيات | الشخصيات |
| المجلد      | تاريخ الصدور | ردمك | الشخصية المفتاح | المحقق |
| ''''70''''  | 18 نوفمبر 2010 | 978-4-09-122658-7 | - | - |
| الفصل       | العنوان | الحلقات المقابلة | الحلقات المقابلة | الحلقات المقابلة |
| 730         | سر المذكرات 日記の秘密 | 614-615: السر الذي عزفته المذكرة اليومية                                                                                 | 614-615: السر الذي عزفته المذكرة اليومية                                                                                 | 614-615: السر الذي عزفته المذكرة اليومية                                                                                 |
| 731         | ريوٌما 龍馬 | 627-628: معركة كونان وكيد لأجل كنز ريوما                                                                                 | 627-628: معركة كونان وكيد لأجل كنز ريوما                                                                                 | 627-628: معركة كونان وكيد لأجل كنز ريوما                                                                                 |
| 732         | اختراق 突破 | 627-628: معركة كونان وكيد لأجل كنز ريوما                                                                                 | 627-628: معركة كونان وكيد لأجل كنز ريوما                                                                                 | 627-628: معركة كونان وكيد لأجل كنز ريوما                                                                                 |
| 733         | التنظيف 洗濯 | 627-628: معركة كونان وكيد لأجل كنز ريوما                                                                                 | 627-628: معركة كونان وكيد لأجل كنز ريوما                                                                                 | 627-628: معركة كونان وكيد لأجل كنز ريوما                                                                                 |
| 734         | كلب شيطاني 魔犬 | 610-613: الضحية هو شينچي كودو وقلعة إنوبوشي، الكلب الشيطاني المشتعل                                                      | 610-613: الضحية هو شينچي كودو وقلعة إنوبوشي، الكلب الشيطاني المشتعل                                                      | 610-613: الضحية هو شينچي كودو وقلعة إنوبوشي، الكلب الشيطاني المشتعل                                                      |
| 735         | أونريو [الإنجليزية] 怨霊                                                                                                  | 610-613: الضحية هو شينچي كودو وقلعة إنوبوشي، الكلب الشيطاني المشتعل                                                      | 610-613: الضحية هو شينچي كودو وقلعة إنوبوشي، الكلب الشيطاني المشتعل                                                      | 610-613: الضحية هو شينچي كودو وقلعة إنوبوشي، الكلب الشيطاني المشتعل                                                      |
| 736         | عائلة إنوبوشي 犬伏家 | 610-613: الضحية هو شينچي كودو وقلعة إنوبوشي، الكلب الشيطاني المشتعل                                                      | 610-613: الضحية هو شينچي كودو وقلعة إنوبوشي، الكلب الشيطاني المشتعل                                                      | 610-613: الضحية هو شينچي كودو وقلعة إنوبوشي، الكلب الشيطاني المشتعل                                                      |
| 737         | كروي 玉 | 610-613: الضحية هو شينچي كودو وقلعة إنوبوشي، الكلب الشيطاني المشتعل                                                      | 610-613: الضحية هو شينچي كودو وقلعة إنوبوشي، الكلب الشيطاني المشتعل                                                      | 610-613: الضحية هو شينچي كودو وقلعة إنوبوشي، الكلب الشيطاني المشتعل                                                      |
| 738         | بصمات أقدام 足跡 | 610-613: الضحية هو شينچي كودو وقلعة إنوبوشي، الكلب الشيطاني المشتعل                                                      | 610-613: الضحية هو شينچي كودو وقلعة إنوبوشي، الكلب الشيطاني المشتعل                                                      | 610-613: الضحية هو شينچي كودو وقلعة إنوبوشي، الكلب الشيطاني المشتعل                                                      |
| 739         | أميرة 姫 | 610-613: الضحية هو شينچي كودو وقلعة إنوبوشي، الكلب الشيطاني المشتعل                                                      | 610-613: الضحية هو شينچي كودو وقلعة إنوبوشي، الكلب الشيطاني المشتعل                                                      | 610-613: الضحية هو شينچي كودو وقلعة إنوبوشي، الكلب الشيطاني المشتعل                                                      |
| 740         | الطقوس الثمانية 仁義八行                                                                                                  | 610-613: الضحية هو شينچي كودو وقلعة إنوبوشي، الكلب الشيطاني المشتعل                                                      | 610-613: الضحية هو شينچي كودو وقلعة إنوبوشي، الكلب الشيطاني المشتعل                                                      | 610-613: الضحية هو شينچي كودو وقلعة إنوبوشي، الكلب الشيطاني المشتعل                                                      |
| المجلد      | تاريخ الصدور | ردمك | الشخصيات | الشخصيات |
| المجلد      | تاريخ الصدور | ردمك | الشخصية المفتاح | المحقق |
| ''''71''''  | 18 فبراير 2011 | 978-4-09-122780-5 | مينيرفا گلاس | گريگوري هاوس |
| الفصل       | العنوان | الحلقات المقابلة | الحلقات المقابلة | الحلقات المقابلة |
| 741         | شريط VHS الذكريات 思い出のVHS                                                                                             | 624: رسالة فيديو من الحب الأول                                                                                           | 624: رسالة فيديو من الحب الأول                                                                                           | 624: رسالة فيديو من الحب الأول                                                                                           |
| 742         | 13年越しの想い رسالة عمرها ثلاثة عشر عامًا                                                                                 | 624: رسالة فيديو من الحب الأول                                                                                           | 624: رسالة فيديو من الحب الأول                                                                                           | 624: رسالة فيديو من الحب الأول                                                                                           |
| 743         | تلميذ هولمز 名探偵の弟子                                                                                                  | 616-621: إلهام هولمز | 616-621: إلهام هولمز | 616-621: إلهام هولمز |
| 744         | كتاب الإلهام 黙示録 | 616-621: إلهام هولمز | 616-621: إلهام هولمز | 616-621: إلهام هولمز |
| 745         | Love يساوي صفر ラブは0 | 616-621: إلهام هولمز | 616-621: إلهام هولمز | 616-621: إلهام هولمز |
| 746         | اسأل هولمز ホームズに聞け                                                                                                 | 616-621: إلهام هولمز | 616-621: إلهام هولمز | 616-621: إلهام هولمز |
| 747         | شفرة هولمز ホームズの暗号                                                                                                 | 616-621: إلهام هولمز | 616-621: إلهام هولمز | 616-621: إلهام هولمز |
| 748         | الـA الآخر もう1つのA | 616-621: إلهام هولمز | 616-621: إلهام هولمز | 616-621: إلهام هولمز |
| 749         | رسالة من الملكة 女王からのメッセージ                                                                                      | 616-621: إلهام هولمز | 616-621: إلهام هولمز | 616-621: إلهام هولمز |
| 750         | الهدف الحقيقي 真の標的 | 616-621: إلهام هولمز | 616-621: إلهام هولمز | 616-621: إلهام هولمز |
| 751         | قيمة الملكة الحقيقية 女王の真価                                                                                           | 616-621: إلهام هولمز | 616-621: إلهام هولمز | 616-621: إلهام هولمز |
| المجلد      | تاريخ الصدور | ردمك | الشخصيات | الشخصيات |
| المجلد      | تاريخ الصدور | ردمك | الشخصية المفتاح | المحقق |
| ''''72''''  | 17 يونيو 2011 | 978-4-09-122898-7 | - | - |
| الفصل       | العنوان | الحلقات المقابلة | الحلقات المقابلة | الحلقات المقابلة |
| 752         | قضية صعبة ومثيرة للمشكلات 厄介な難事件                                                                                    | 616-621: الهام هولمز | 616-621: الهام هولمز | 616-621: الهام هولمز |
| 753         | شخص بحاجة لإنقاذ 要救助者                                                                                                 | 622-623: حالة الطوارئ 252                                                                                                | 622-623: حالة الطوارئ 252                                                                                                | 622-623: حالة الطوارئ 252                                                                                                |
| 754         | لعبة غُمَّيضة خطرة 危険なかくれんぼ                                                                                          | 622-623: حالة الطوارئ 252                                                                                                | 622-623: حالة الطوارئ 252                                                                                                | 622-623: حالة الطوارئ 252                                                                                                |
| 755         | شفرة التواصل 通話コード                                                                                                   | 622-623: حالة الطوارئ 252                                                                                                | 622-623: حالة الطوارئ 252                                                                                                | 622-623: حالة الطوارئ 252                                                                                                |
| 756         | حالة وفاة فظيعة ヤバイ死に様                                                                                              | 625-626: غرفة العمليات الصارخة                                                                                           | 625-626: غرفة العمليات الصارخة                                                                                           | 625-626: غرفة العمليات الصارخة                                                                                           |
| 757         | الجثة المتحركة 動く死体                                                                                                   | 625-626: غرفة العمليات الصارخة                                                                                           | 625-626: غرفة العمليات الصارخة                                                                                           | 625-626: غرفة العمليات الصارخة                                                                                           |
| 758         | أقدام كاذبة 偽りの足 | 625-626: غرفة العمليات الصارخة                                                                                           | 625-626: غرفة العمليات الصارخة                                                                                           | 625-626: غرفة العمليات الصارخة                                                                                           |
| 759         | الفتى الذي عوى ذئبًا オオカミ少年                                                                                          | 642-643: الإمساك ببطاقات كاروتا في حالة يُرثى لها                                                                         | 642-643: الإمساك ببطاقات كاروتا في حالة يُرثى لها                                                                         | 642-643: الإمساك ببطاقات كاروتا في حالة يُرثى لها                                                                         |
| 760         | سلطعون شعر الخيل من بحيرة سوّا 諏訪湖の毛ガニ                                                                              | 642-643: الإمساك ببطاقات كاروتا في حالة يُرثى لها                                                                         | 642-643: الإمساك ببطاقات كاروتا في حالة يُرثى لها                                                                         | 642-643: الإمساك ببطاقات كاروتا في حالة يُرثى لها                                                                         |
| 761         | حقيقة بطاقات كاروتا カルタの真実                                                                                          | 642-643: الإمساك ببطاقات كاروتا في حالة يُرثى لها                                                                         | 642-643: الإمساك ببطاقات كاروتا في حالة يُرثى لها                                                                         | 642-643: الإمساك ببطاقات كاروتا في حالة يُرثى لها                                                                         |
| 762         | حارس الوقت 時の番人 | 632-633: حارس سيف الوقت                                                                                                  | 632-633: حارس سيف الوقت                                                                                                  | 632-633: حارس سيف الوقت                                                                                                  |
| المجلد      | تاريخ الصدور | ردمك | الشخصيات | الشخصيات |
| المجلد      | تاريخ الصدور | ردمك | الشخصية المفتاح | المحقق |
| ''''73''''  | 16 سبتمبر 2011 | 978-4-09-123235-9 | - | - |
| الفصل       | العنوان | الحلقات المقابلة | الحلقات المقابلة | الحلقات المقابلة |
| 763         | شبح الوقت 時の亡霊 | 632-633: حارس سيف الوقت                                                                                                  | 632-633: حارس سيف الوقت                                                                                                  | 632-633: حارس سيف الوقت                                                                                                  |
| 764         | حاكم الوقت 時の支配者 | 632-633: حارس سيف الوقت                                                                                                  | 632-633: حارس سيف الوقت                                                                                                  | 632-633: حارس سيف الوقت                                                                                                  |
| 765         | رامن يموت المرء من لذتها 死ぬほど美味いラーメン                                                                           | 644-645: رامن يموت المرء من لذتها                                                                                        | 644-645: رامن يموت المرء من لذتها                                                                                        | 644-645: رامن يموت المرء من لذتها                                                                                        |
| 766         | رامن وسم ラーメンと毒薬                                                                                                   | 644-645: رامن يموت المرء من لذتها                                                                                        | 644-645: رامن يموت المرء من لذتها                                                                                        | 644-645: رامن يموت المرء من لذتها                                                                                        |
| 767         | الحقيقة وراء النظارات 眼鏡越しの真実                                                                                      | 644-645: رامن يموت المرء من لذتها                                                                                        | 644-645: رامن يموت المرء من لذتها                                                                                        | 644-645: رامن يموت المرء من لذتها                                                                                        |
| 768         | جيت كون دو 截拳道 | 646-647: استعراض التحري في الفندق المسكون                                                                                | 646-647: استعراض التحري في الفندق المسكون                                                                                | 646-647: استعراض التحري في الفندق المسكون                                                                                |
| 769         | محقق مثلك أنت، أيها الفتى الصغير ボウヤと同じ探偵                                                                         | 646-647: استعراض التحري في الفندق المسكون                                                                                | 646-647: استعراض التحري في الفندق المسكون                                                                                | 646-647: استعراض التحري في الفندق المسكون                                                                                |
| 770         | استنتاج سيرا الطائش 世良の迂闊な推理                                                                                      | 646-647: استعراض التحري في الفندق المسكون                                                                                | 646-647: استعراض التحري في الفندق المسكون                                                                                | 646-647: استعراض التحري في الفندق المسكون                                                                                |
| 771         | لنستمع لاستنتاجك الذكي! 名推理を聞かせろ!                                                                                 | 648-650: قضية وكالة التحري المحاصرة                                                                                      | 648-650: قضية وكالة التحري المحاصرة                                                                                      | 648-650: قضية وكالة التحري المحاصرة                                                                                      |
| 772         | الاسم المستعار يسود! あだ名の法則                                                                                         | 648-650: قضية وكالة التحري المحاصرة                                                                                      | 648-650: قضية وكالة التحري المحاصرة                                                                                      | 648-650: قضية وكالة التحري المحاصرة                                                                                      |
| 773         | فرصة القنص! 狙撃可能 | 648-650: قضية وكالة التحري المحاصرة                                                                                      | 648-650: قضية وكالة التحري المحاصرة                                                                                      | 648-650: قضية وكالة التحري المحاصرة                                                                                      |
| المجلد      | تاريخ الصدور | ردمك | الشخصيات | الشخصيات |
| المجلد      | تاريخ الصدور | ردمك | الشخصية المفتاح | المحقق |
| ''''74''''  | 14 ديسمبر 2011 | 978-4-09-123428-5 | - | - |
| الفصل       | العنوان | الحلقات المقابلة | الحلقات المقابلة | الحلقات المقابلة |
| 774         | الكتاب الذي لم تُقلب صفحاته ページをめくれない本                                                                           | 648-650: قضية وكالة التحري المحاصرة                                                                                      | 648-650: قضية وكالة التحري المحاصرة                                                                                      | 648-650: قضية وكالة التحري المحاصرة                                                                                      |
| 775         | موقع الفيديو 動画サイト                                                                                                   | 656-657: موقع فيديو البروفيسور                                                                                           | 656-657: موقع فيديو البروفيسور                                                                                           | 656-657: موقع فيديو البروفيسور                                                                                           |
| 776         | جرة وقطة 壺と猫 | 656-657: موقع فيديو البروفيسور                                                                                           | 656-657: موقع فيديو البروفيسور                                                                                           | 656-657: موقع فيديو البروفيسور                                                                                           |
| 777         | آثار أيومي 歩美の痕跡 | 656-657: موقع فيديو البروفيسور                                                                                           | 656-657: موقع فيديو البروفيسور                                                                                           | 656-657: موقع فيديو البروفيسور                                                                                           |
| 778         | من هو المحقق الأعظم؟ どっちが名探偵なんだ?                                                                                | 651: كونان ضد هيجي، معركة التحري بين متحري الشرق ومتحري الغرب                                                            | 651: كونان ضد هيجي، معركة التحري بين متحري الشرق ومتحري الغرب                                                            | 651: كونان ضد هيجي، معركة التحري بين متحري الشرق ومتحري الغرب                                                            |
| 779         | أبيه-چان 阿部ちゃん | 651: كونان ضد هيجي، معركة التحري بين متحري الشرق ومتحري الغرب                                                            | 651: كونان ضد هيجي، معركة التحري بين متحري الشرق ومتحري الغرب                                                            | 651: كونان ضد هيجي، معركة التحري بين متحري الشرق ومتحري الغرب                                                            |
| 780         | الوجبة السحرية 魔法の料理                                                                                                 | 651: كونان ضد هيجي، معركة التحري بين متحري الشرق ومتحري الغرب                                                            | 651: كونان ضد هيجي، معركة التحري بين متحري الشرق ومتحري الغرب                                                            | 651: كونان ضد هيجي، معركة التحري بين متحري الشرق ومتحري الغرب                                                            |
| 781         | EYE ON ME | 652-655: تصميم السم والوهم                                                                                               | 652-655: تصميم السم والوهم                                                                                               | 652-655: تصميم السم والوهم                                                                                               |
| 782         | بامكوخن バームクーヘン | 652-655: تصميم السم والوهم                                                                                               | 652-655: تصميم السم والوهم                                                                                               | 652-655: تصميم السم والوهم                                                                                               |
| 783         | معيّنات 菱形と菱形 | 652-655: تصميم السم والوهم                                                                                               | 652-655: تصميم السم والوهم                                                                                               | 652-655: تصميم السم والوهم                                                                                               |
| 784         | وعد أثناء التحقيق 誓いの実況見分                                                                                          | 652-655: تصميم السم والوهم                                                                                               | 652-655: تصميم السم والوهم                                                                                               | 652-655: تصميم السم والوهم                                                                                               |
| المجلد      | تاريخ الصدور | ردمك | الشخصيات | الشخصيات |
| المجلد      | تاريخ الصدور | ردمك | الشخصية المفتاح | المحقق |
| ''''75''''  | 14 ابريل 2012 | 978-4-09-159101-2 | - | - |
| الفصل       | العنوان | الحلقات المقابلة | الحلقات المقابلة | الحلقات المقابلة |
| 785         | اعتراف ربة البيت المكتوب 奥様の告白文                                                                                     | 652-655: تصميم السم والوهم                                                                                               | 652-655: تصميم السم والوهم                                                                                               | 652-655: تصميم السم والوهم                                                                                               |
| 786         | الولد-الطفلة الوهم البصري 親子の間の錯視                                                                                  | 652-655: تصميم السم والوهم                                                                                               | 652-655: تصميم السم والوهم                                                                                               | 652-655: تصميم السم والوهم                                                                                               |
| 787         | كوگورو-سان رجل جيد 小五郎さんはいい人                                                                                     | 661-662: كوگورو-سان رجل جيد                                                                                              | 661-662: كوگورو-سان رجل جيد                                                                                              | 661-662: كوگورو-سان رجل جيد                                                                                              |
| 788         | كوگورو النائم الحقيقي 本物の眠りの小五郎                                                                                  | 661-662: كوگورو-سان رجل جيد                                                                                              | 661-662: كوگورو-سان رجل جيد                                                                                              | 661-662: كوگورو-سان رجل جيد                                                                                              |
| 789         | استنتاج كوگورو المزيف العظيم 偽小五郎の名推理                                                                             | 661-662: كوگورو-سان رجل جيد                                                                                              | 661-662: كوگورو-سان رجل جيد                                                                                              | 661-662: كوگورو-سان رجل جيد                                                                                              |
| 790         | غاية حب المحقق چيبا الأول 千葉刑事の初恋の人                                                                              | 659-660: تحقيقي تعاوني مع الحب الأول                                                                                     | 659-660: تحقيقي تعاوني مع الحب الأول                                                                                     | 659-660: تحقيقي تعاوني مع الحب الأول                                                                                     |
| 791         | ألا تتذكر؟ 覚えてませんか?                                                                                                | 659-660: تحقيقي تعاوني مع الحب الأول                                                                                     | 659-660: تحقيقي تعاوني مع الحب الأول                                                                                     | 659-660: تحقيقي تعاوني مع الحب الأول                                                                                     |
| 792         | هل من الممكن أنَّكِ... 君ってもしかして                                                                                      | 659-660: تحقيقي تعاوني مع الحب الأول                                                                                     | 659-660: تحقيقي تعاوني مع الحب الأول                                                                                     | 659-660: تحقيقي تعاوني مع الحب الأول                                                                                     |
| 793         | محقق خاص プライベートアイ                                                                                                 | 667-668: ليلة الزفاف | 667-668: ليلة الزفاف | 667-668: ليلة الزفاف |
| 794         | جينوم 遺伝子情報 | 667-668: ليلة الزفاف | 667-668: ليلة الزفاف | 667-668: ليلة الزفاف |
| 795         | مقدر بأن تدخل مرة أخرى في النيران 炎へと回帰する運命                                                                      | 667-668: ليلة الزفاف | 667-668: ليلة الزفاف | 667-668: ليلة الزفاف |
| المجلد      | تاريخ الصدور | ردمك | الشخصيات | الشخصيات |
| المجلد      | تاريخ الصدور | ردمك | الشخصية المفتاح | المحقق |
| ''''76''''  | 18 يونيو 2012 | 978-4-09-123738-5 | تورو أمورو | لنكون رايم |
| الفصل       | العنوان | الحلقات المقابلة | الحلقات المقابلة | الحلقات المقابلة |
| 796         | المقابلة في كولومبو コロンボでの待ち合わせ                                                                                | 671-674: معزوفة المحققين                                                                                                 | 671-674: معزوفة المحققين                                                                                                 | 671-674: معزوفة المحققين                                                                                                 |
| 797         | أكاذيب وألغاز متشابكة 縒り合わせられた嘘と謎                                                                              | 671-674: معزوفة المحققين                                                                                                 | 671-674: معزوفة المحققين                                                                                                 | 671-674: معزوفة المحققين                                                                                                 |
| 798         | معزوفة المحققين 探偵たちの夜想曲（ノクターン）                                                                            | 671-674: معزوفة المحققين                                                                                                 | 671-674: معزوفة المحققين                                                                                                 | 671-674: معزوفة المحققين                                                                                                 |
| 799         | فضول طفل واستعلام محقق 子供の好奇心と探偵の探究心                                                                         | 671-674: معزوفة المحققين                                                                                                 | 671-674: معزوفة المحققين                                                                                                 | 671-674: معزوفة المحققين                                                                                                 |
| 800         | عندما تصطدم الأهداف 立体交差の思惑                                                                                        | 671-674: معزوفة المحققين                                                                                                 | 671-674: معزوفة المحققين                                                                                                 | 671-674: معزوفة المحققين                                                                                                 |
| 801         | الشخص الذي لا يضحك أبدًا 全然笑わない人                                                                                    | 675-676: لن أغفر لك ولو قيد أنملة                                                                                        | 675-676: لن أغفر لك ولو قيد أنملة                                                                                        | 675-676: لن أغفر لك ولو قيد أنملة                                                                                        |
| 802         | لا تصنعي هذا التعبير على وجهك... そんな顔をするな                                                                         | 675-676: لن أغفر لك ولو قيد أنملة                                                                                        | 675-676: لن أغفر لك ولو قيد أنملة                                                                                        | 675-676: لن أغفر لك ولو قيد أنملة                                                                                        |
| 803         | خاتمة أخطئ بناؤها 曲解の結末                                                                                              | 675-676: لن أغفر لك ولو قيد أنملة                                                                                        | 675-676: لن أغفر لك ولو قيد أنملة                                                                                        | 675-676: لن أغفر لك ولو قيد أنملة                                                                                        |
| 804         | هدية مُقدمة من الضابط تاكاگي 高木刑事からの贈り物                                                                          | 681-683: بث الحب المُهدِّد للحياة                                                                                           | 681-683: بث الحب المُهدِّد للحياة                                                                                           | 681-683: بث الحب المُهدِّد للحياة                                                                                           |
| 805         | الأخوان واتارو ワタル・ブラザーズ                                                                                         | 681-683: بث الحب المُهدِّد للحياة                                                                                           | 681-683: بث الحب المُهدِّد للحياة                                                                                           | 681-683: بث الحب المُهدِّد للحياة                                                                                           |
| 806         | الظل الموروث من الفجر 継承された旭影                                                                                      | 681-683: بث الحب المُهدِّد للحياة                                                                                           | 681-683: بث الحب المُهدِّد للحياة                                                                                           | 681-683: بث الحب المُهدِّد للحياة                                                                                           |
| المجلد      | تاريخ الصدور | ردمك | الشخصيات | الشخصيات |
| المجلد      | تاريخ الصدور | ردمك | الشخصية المفتاح | المحقق |
| ''''77''''  | 18 سبتمبر 2012 | 978-4-09-123806-1 | واتارو داتيه | كيه إنوموتو |
| الفصل       | العنوان | الحلقات المقابلة | الحلقات المقابلة | الحلقات المقابلة |
| 807         | السينپاي الأقوى 最強の先輩                                                                                                | 681-683: بث الحب المُهدِّد للحياة                                                                                           | 681-683: بث الحب المُهدِّد للحياة                                                                                           | 681-683: بث الحب المُهدِّد للحياة                                                                                           |
| 808         | زيارة القبر المتأخرة 遅くなった墓参り                                                                                     | 681-683: بث الحب المُهدِّد للحياة                                                                                           | 681-683: بث الحب المُهدِّد للحياة                                                                                           | 681-683: بث الحب المُهدِّد للحياة                                                                                           |
| 809         | علامات على أنه كان موجودًا في الغرفة 部屋にいた痕跡                                                                        | 684-685: رغوة وبخار ودخان                                                                                                | 684-685: رغوة وبخار ودخان                                                                                                | 684-685: رغوة وبخار ودخان                                                                                                |
| 810         | رغوة وبخار ودخان 泡、蒸気と煙                                                                                             | 684-685: رغوة وبخار ودخان                                                                                                | 684-685: رغوة وبخار ودخان                                                                                                | 684-685: رغوة وبخار ودخان                                                                                                |
| 811         | أدوات المبادلة 商売道具                                                                                                   | 684-685: رغوة وبخار ودخان                                                                                                | 684-685: رغوة وبخار ودخان                                                                                                | 684-685: رغوة وبخار ودخان                                                                                                |
| 812         | قضية يوساكو كودو المعلقة 工藤優作の未解決事件                                                                             | 690-691: قضية يوساكو كودو المعلقة                                                                                        | 690-691: قضية يوساكو كودو المعلقة                                                                                        | 690-691: قضية يوساكو كودو المعلقة                                                                                        |
| 813         | كينيچي-كون 金一君 | 690-691: قضية يوساكو كودو المعلقة                                                                                        | 690-691: قضية يوساكو كودو المعلقة                                                                                        | 690-691: قضية يوساكو كودو المعلقة                                                                                        |
| 814         | كونان-كون، أليس كذلك؟ コナン君だよね？                                                                                    | 690-691: قضية يوساكو كودو المعلقة                                                                                        | 690-691: قضية يوساكو كودو المعلقة                                                                                        | 690-691: قضية يوساكو كودو المعلقة                                                                                        |
| 815         | منطقة الشخص الخاصة 自分の領分                                                                                             | 699-700: الظل المقترب من سر هايبرا                                                                                       | 699-700: الظل المقترب من سر هايبرا                                                                                       | 699-700: الظل المقترب من سر هايبرا                                                                                       |
| 816         | علامات دخان من وضع رهيب 窮地の烽煙                                                                                        | 699-700: الظل المقترب من سر هايبرا                                                                                       | 699-700: الظل المقترب من سر هايبرا                                                                                       | 699-700: الظل المقترب من سر هايبرا                                                                                       |
| 817         | شكل وحيد في الضوء 灯下の孤影                                                                                              | 699-700: الظل المقترب من سر هايبرا                                                                                       | 699-700: الظل المقترب من سر هايبرا                                                                                       | 699-700: الظل المقترب من سر هايبرا                                                                                       |
| المجلد      | تاريخ الصدور | ردمك | الشخصيات | الشخصيات |
| المجلد      | تاريخ الصدور | ردمك | الشخصية المفتاح | المحقق |
| ''''78''''  | 18 ديسمبر 2012 | 978-4-09-124031-6 | شبيه أكاي | كيسوكيه شيراتوري |
| الفصل       | العنوان | الحلقات المقابلة | الحلقات المقابلة | الحلقات المقابلة |
| 818         | قطار الغموض (الجميع بالقطار) ミステリートレイン（発車）                                                                   | 701-704: قطار الغموض الأسحم                                                                                              | 701-704: قطار الغموض الأسحم                                                                                              | 701-704: قطار الغموض الأسحم                                                                                              |
| 819         | قطار الغموض (النفق) ミステリートレイン（隧道）                                                                            | 701-704: قطار الغموض الأسحم                                                                                              | 701-704: قطار الغموض الأسحم                                                                                              | 701-704: قطار الغموض الأسحم                                                                                              |
| 820         | قطار الغموض (الدرجة الأولى) ミステリートレイン（一等）                                                                    | 701-704: قطار الغموض الأسحم                                                                                              | 701-704: قطار الغموض الأسحم                                                                                              | 701-704: قطار الغموض الأسحم                                                                                              |
| 821         | قطار الغموض (التقاطع) ミステリートレイン（交差）                                                                          | 701-704: قطار الغموض الأسحم                                                                                              | 701-704: قطار الغموض الأسحم                                                                                              | 701-704: قطار الغموض الأسحم                                                                                              |
| 822         | قطار الغموض (الاعتراض) ミステリートレイン（遮断）                                                                         | 701-704: قطار الغموض الأسحم                                                                                              | 701-704: قطار الغموض الأسحم                                                                                              | 701-704: قطار الغموض الأسحم                                                                                              |
| 823         | قطار الغموض (إخراج الدخان) ミステリートレイン（排煙）                                                                     | 701-704: قطار الغموض الأسحم                                                                                              | 701-704: قطار الغموض الأسحم                                                                                              | 701-704: قطار الغموض الأسحم                                                                                              |
| 824         | قطار الغموض (التوقف الأخير) ミステリートレイン（終点）                                                                    | 701-704: قطار الغموض الأسحم                                                                                              | 701-704: قطار الغموض الأسحم                                                                                              | 701-704: قطار الغموض الأسحم                                                                                              |
| 825         | مدرب خاص スペシャルコーチ                                                                                                 | 705-706: كونان في غرفة مقفلة و بوربون يكتشف الأمر                                                                        | 705-706: كونان في غرفة مقفلة و بوربون يكتشف الأمر                                                                        | 705-706: كونان في غرفة مقفلة و بوربون يكتشف الأمر                                                                        |
| 826         | المفتاح المفقود للغرفة المقفلة 消えた密室の鍵                                                                             | 705-706: كونان في غرفة مقفلة و بوربون يكتشف الأمر                                                                        | 705-706: كونان في غرفة مقفلة و بوربون يكتشف الأمر                                                                        | 705-706: كونان في غرفة مقفلة و بوربون يكتشف الأمر                                                                        |
| 827         | مفتاح حل اللغز 謎解きの鍵                                                                                                 | 705-706: كونان في غرفة مقفلة و بوربون يكتشف الأمر                                                                        | 705-706: كونان في غرفة مقفلة و بوربون يكتشف الأمر                                                                        | 705-706: كونان في غرفة مقفلة و بوربون يكتشف الأمر                                                                        |
| 828         | رغوة 泡沫 | 724-725: كايتو كيد والحورية الخجولة                                                                                      | 724-725: كايتو كيد والحورية الخجولة                                                                                      | 724-725: كايتو كيد والحورية الخجولة                                                                                      |
| المجلد      | تاريخ الصدور | ردمك | الشخصيات | الشخصيات |
| المجلد      | تاريخ الصدور | ردمك | الشخصية المفتاح | المحقق |
| ''''79''''  | 18 أبريل 2013 | 978-4-09-124291-4 | هيكارو هينوهارا | گينيا توٌجوٌ |
| الفصل       | العنوان | الحلقات المقابلة | الحلقات المقابلة | الحلقات المقابلة |
| 829         | تقليد 擬態 | 724-725: كايتو كيد والحورية الخجولة                                                                                      | 724-725: كايتو كيد والحورية الخجولة                                                                                      | 724-725: كايتو كيد والحورية الخجولة                                                                                      |
| 830         | جلد متساقط 脱皮 | 724-725: كايتو كيد والحورية الخجولة                                                                                      | 724-725: كايتو كيد والحورية الخجولة                                                                                      | 724-725: كايتو كيد والحورية الخجولة                                                                                      |
| 831         | جريمة قتل غرفة مقفلة على السطح 情況的密室殺人                                                                             | 710-711: الجميع رأى | 710-711: الجميع رأى | 710-711: الجميع رأى |
| 832         | الأمر يتطلب اثنين لفعل عمل شخص واحد 二人で一人前                                                                          | 710-711: الجميع رأى | 710-711: الجميع رأى | 710-711: الجميع رأى |
| 833         | خدعة السينسي 先生のトリック                                                                                               | 710-711: الجميع رأى | 710-711: الجميع رأى | 710-711: الجميع رأى |
| 834         | قصر مصاص الدماء 吸血鬼の館                                                                                                | 712-715: هيجي هاتوري وقصر مصاص الدماء                                                                                    | 712-715: هيجي هاتوري وقصر مصاص الدماء                                                                                    | 712-715: هيجي هاتوري وقصر مصاص الدماء                                                                                    |
| 835         | الكونت دراكولا ドラキュラ伯爵                                                                                             | 712-715: هيجي هاتوري وقصر مصاص الدماء                                                                                    | 712-715: هيجي هاتوري وقصر مصاص الدماء                                                                                    | 712-715: هيجي هاتوري وقصر مصاص الدماء                                                                                    |
| 836         | صورة الشبح الفوتوغرافية 心霊写真                                                                                          | 712-715: هيجي هاتوري وقصر مصاص الدماء                                                                                    | 712-715: هيجي هاتوري وقصر مصاص الدماء                                                                                    | 712-715: هيجي هاتوري وقصر مصاص الدماء                                                                                    |
| 837         | غرفة التعذيب الأجنبية 南蛮部屋                                                                                            | 712-715: هيجي هاتوري وقصر مصاص الدماء                                                                                    | 712-715: هيجي هاتوري وقصر مصاص الدماء                                                                                    | 712-715: هيجي هاتوري وقصر مصاص الدماء                                                                                    |
| 838         | نصف الظاهرة الغريبة 怪奇現象の半分                                                                                        | 712-715: هيجي هاتوري وقصر مصاص الدماء                                                                                    | 712-715: هيجي هاتوري وقصر مصاص الدماء                                                                                    | 712-715: هيجي هاتوري وقصر مصاص الدماء                                                                                    |
| 839         | لكلٍّ دافعة الخاص それぞれの動機                                                                                            | 712-715: هيجي هاتوري وقصر مصاص الدماء                                                                                    | 712-715: هيجي هاتوري وقصر مصاص الدماء                                                                                    | 712-715: هيجي هاتوري وقصر مصاص الدماء                                                                                    |
| المجلد      | تاريخ الصدور | ردمك | الشخصيات | الشخصيات |
| المجلد      | تاريخ الصدور | ردمك | الشخصية المفتاح | المحقق |
| ''''80''''  | 18 يوليو 2013 | 978-4-09-124324-9 | شوكيچي هانيدا | شيأوريكو شينوكاوا |
| الفصل       | العنوان | الحلقات المقابلة | الحلقات المقابلة | الحلقات المقابلة |
| 840         | خطة القاتل المتسلسل 吸血鬼の館                                                                                            | 712-715: هيجي هاتوري وقصر مصاص الدماء                                                                                    | 712-715: هيجي هاتوري وقصر مصاص الدماء                                                                                    | 712-715: هيجي هاتوري وقصر مصاص الدماء                                                                                    |
| 841         | بضائع غير موصلة 未配達の荷物                                                                                              | 722-723: خدمة توصيل الحلو والبارد                                                                                        | 722-723: خدمة توصيل الحلو والبارد                                                                                        | 722-723: خدمة توصيل الحلو والبارد                                                                                        |
| 842         | قطة خدمة التوصيل 猫の宅配便                                                                                               | 722-723: خدمة توصيل الحلو والبارد                                                                                        | 722-723: خدمة توصيل الحلو والبارد                                                                                        | 722-723: خدمة توصيل الحلو والبارد                                                                                        |
| 843         | حزمة لكودو-ساماكاتا 工藤様方宅配物                                                                                        | 722-723: خدمة توصيل الحلو والبارد                                                                                        | 722-723: خدمة توصيل الحلو والبارد                                                                                        | 722-723: خدمة توصيل الحلو والبارد                                                                                        |
| 844         | فواكه اليوم 本日のフルーツ                                                                                                | 727-728: صندوق الكنز الممتلئ بالفواكه                                                                                    | 727-728: صندوق الكنز الممتلئ بالفواكه                                                                                    | 727-728: صندوق الكنز الممتلئ بالفواكه                                                                                    |
| 845         | منطقتنا ボクらの領域 | 727-728: صندوق الكنز الممتلئ بالفواكه                                                                                    | 727-728: صندوق الكنز الممتلئ بالفواكه                                                                                    | 727-728: صندوق الكنز الممتلئ بالفواكه                                                                                    |
| 846         | القفل السحري 魔法の鍵 | 727-728: صندوق الكنز الممتلئ بالفواكه                                                                                    | 727-728: صندوق الكنز الممتلئ بالفواكه                                                                                    | 727-728: صندوق الكنز الممتلئ بالفواكه                                                                                    |
| 847         | حتى أجمع السبعة كلها 7つ揃うまで                                                                                          | 731-732: الصديق السابق الماكث بجوار مسرح الجريمة                                                                         | 731-732: الصديق السابق الماكث بجوار مسرح الجريمة                                                                         | 731-732: الصديق السابق الماكث بجوار مسرح الجريمة                                                                         |
| 848         | حركة مُعدَّة جيِّدًا 用意した一着                                                                                               | 731-732: الصديق السابق الماكث بجوار مسرح الجريمة                                                                         | 731-732: الصديق السابق الماكث بجوار مسرح الجريمة                                                                         | 731-732: الصديق السابق الماكث بجوار مسرح الجريمة                                                                         |
| 849         | حركات تايكو المُثلى 太閤の手筋                                                                                             | 731-732: الصديق السابق الماكث بجوار مسرح الجريمة                                                                         | 731-732: الصديق السابق الماكث بجوار مسرح الجريمة                                                                         | 731-732: الصديق السابق الماكث بجوار مسرح الجريمة                                                                         |
| 850         | هدف بوربون バーボンの目的                                                                                                 | 734: ذكريات جودي وفخ مشاهدة تفتح الزهور                                                                                  | 734: ذكريات جودي وفخ مشاهدة تفتح الزهور                                                                                  | 734: ذكريات جودي وفخ مشاهدة تفتح الزهور                                                                                  |
| المجلد      | تاريخ الصدور | ردمك | الشخصيات | الشخصيات |
| المجلد      | تاريخ الصدور | ردمك | الشخصية المفتاح | المحقق |
| ''''81''''  | 18 نوفمبر 2013 | 978-4-09-124499-4 | يوزوكي فوكوي | سوسوكينو البارع |
| الفصل       | العنوان | الحلقات المقابلة | الحلقات المقابلة | الحلقات المقابلة |
| 851         | جودي تتذكر ジョディの追憶                                                                                                 | 734: ذكريات جودي وفخ مشاهدة تفتح الزهور                                                                                  | 734: ذكريات جودي وفخ مشاهدة تفتح الزهور                                                                                  | 734: ذكريات جودي وفخ مشاهدة تفتح الزهور                                                                                  |
| 852         | معلومات حول مكان شويچي أكاي 赤井秀一の消息                                                                                | 734: ذكريات جودي وفخ مشاهدة تفتح الزهور                                                                                  | 734: ذكريات جودي وفخ مشاهدة تفتح الزهور                                                                                  | 734: ذكريات جودي وفخ مشاهدة تفتح الزهور                                                                                  |
| 853         | محقق يصادف قضية في بار 探偵はBARで事件に遭遇する                                                                          | 738-739: كوگورو في البار                                                                                                 | 738-739: كوگورو في البار                                                                                                 | 738-739: كوگورو في البار                                                                                                 |
| 854         | محقق يستنتج قضية في البار 探偵はBARで事件を推理する                                                                       | 738-739: كوگورو في البار                                                                                                 | 738-739: كوگورو في البار                                                                                                 | 738-739: كوگورو في البار                                                                                                 |
| 855         | محقق يحل قضية في البار 探偵はBARで事件を解決する                                                                          | 738-739: كوگورو في البار                                                                                                 | 738-739: كوگورو في البار                                                                                                 | 738-739: كوگورو في البار                                                                                                 |
| 856         | تحري في قضية زنا 浮気調査                                                                                                 | 740-741: الحمام حيث سقطت ران كذلك                                                                                        | 740-741: الحمام حيث سقطت ران كذلك                                                                                        | 740-741: الحمام حيث سقطت ران كذلك                                                                                        |
| 857         | استنتاجي ボクの推理 | 740-741: الحمام حيث سقطت ران كذلك                                                                                        | 740-741: الحمام حيث سقطت ران كذلك                                                                                        | 740-741: الحمام حيث سقطت ران كذلك                                                                                        |
| 858         | استنتاج مُسبِّب للمشاكل 居心地悪い推理                                                                                       | 740-741: الحمام حيث سقطت ران كذلك                                                                                        | 740-741: الحمام حيث سقطت ران كذلك                                                                                        | 740-741: الحمام حيث سقطت ران كذلك                                                                                        |
| 859         | الجيت كون دو vs. الكاراتية 截拳動vs.空手                                                                                  | 744-745: المشتبه به هو ماكوتو كيوگوكو                                                                                    | 744-745: المشتبه به هو ماكوتو كيوگوكو                                                                                    | 744-745: المشتبه به هو ماكوتو كيوگوكو                                                                                    |
| 860         | رائحة الكيروسين 灯油の臭い                                                                                                | 744-745: المشتبه به هو ماكوتو كيوگوكو                                                                                    | 744-745: المشتبه به هو ماكوتو كيوگوكو                                                                                    | 744-745: المشتبه به هو ماكوتو كيوگوكو                                                                                    |
| 861         | تمامًا كالسِّحر まるで魔法のように                                                                                           | 744-745: المشتبه به هو ماكوتو كيوگوكو                                                                                    | 744-745: المشتبه به هو ماكوتو كيوگوكو                                                                                    | 744-745: المشتبه به هو ماكوتو كيوگوكو                                                                                    |
| المجلد      | تاريخ الصدور | ردمك | الشخصيات | الشخصيات |
| المجلد      | تاريخ الصدور | ردمك | الشخصية المفتاح | المحقق |
| ''''82''''  | 17 يناير 2014 | 978-4-09-124551-9 | توموكو سوزوكي | كاگيّاما |
| الفصل       | العنوان | الحلقات المقابلة | الحلقات المقابلة | الحلقات المقابلة |
| 862         | جدار حديدي 鉄壁 | 746-747: كايتو كيد ضد ماكوتو كيوگوكو                                                                                     | 746-747: كايتو كيد ضد ماكوتو كيوگوكو                                                                                     | 746-747: كايتو كيد ضد ماكوتو كيوگوكو                                                                                     |
| 863         | انقطاع التيار 暗転 | 746-747: كايتو كيد ضد ماكوتو كيوگوكو                                                                                     | 746-747: كايتو كيد ضد ماكوتو كيوگوكو                                                                                     | 746-747: كايتو كيد ضد ماكوتو كيوگوكو                                                                                     |
| 864         | فتيات وفتية 雌雄 | 746-747: كايتو كيد ضد ماكوتو كيوگوكو                                                                                     | 746-747: كايتو كيد ضد ماكوتو كيوگوكو                                                                                     | 746-747: كايتو كيد ضد ماكوتو كيوگوكو                                                                                     |
| 865         | تايي قطة الكاليكو 三毛猫の大尉                                                                                            | 751-752: قضية دعوة قطة الكاليكو                                                                                          | 751-752: قضية دعوة قطة الكاليكو                                                                                          | 751-752: قضية دعوة قطة الكاليكو                                                                                          |
| 866         | قطة تخفي مخالبها 猫を被って                                                                                               | 751-752: قضية دعوة قطة الكاليكو                                                                                          | 751-752: قضية دعوة قطة الكاليكو                                                                                          | 751-752: قضية دعوة قطة الكاليكو                                                                                          |
| 867         | طفل مزعج イタズラっ子 | 751-752: قضية دعوة قطة الكاليكو                                                                                          | 751-752: قضية دعوة قطة الكاليكو                                                                                          | 751-752: قضية دعوة قطة الكاليكو                                                                                          |
| 868         | قطة محظوظة 招き猫 | 751-752: قضية دعوة قطة الكاليكو                                                                                          | 751-752: قضية دعوة قطة الكاليكو                                                                                          | 751-752: قضية دعوة قطة الكاليكو                                                                                          |
| 869         | إنه ليس هناك ないのよ...                                                                                                  | 748-749: قصة الحب في مقر شرطة العاصمة                                                                                    | 748-749: قصة الحب في مقر شرطة العاصمة                                                                                    | 748-749: قصة الحب في مقر شرطة العاصمة                                                                                    |
| 870         | عندما تتحقق الأماني 願いが叶った時に...                                                                                   | 748-749: قصة الحب في مقر شرطة العاصمة                                                                                    | 748-749: قصة الحب في مقر شرطة العاصمة                                                                                    | 748-749: قصة الحب في مقر شرطة العاصمة                                                                                    |
| 871         | الباجة الحمراء 赤バッジ                                                                                                   | 748-749: قصة الحب في مقر شرطة العاصمة                                                                                    | 748-749: قصة الحب في مقر شرطة العاصمة                                                                                    | 748-749: قصة الحب في مقر شرطة العاصمة                                                                                    |
| 872         | المرأة الحمراء 赤女 | 754-756: مأساة المرأة الحمراء                                                                                            | 754-756: مأساة المرأة الحمراء                                                                                            | 754-756: مأساة المرأة الحمراء                                                                                            |
| المجلد      | تاريخ الصدور | ردمك | الشخصيات | الشخصيات |
| المجلد      | تاريخ الصدور | ردمك | الشخصية المفتاح | المحقق |
| ''''83''''  | 18 أبريل 2014 | 978-4-09-125028-5 | - | - |
| الفصل       | العنوان | الحلقات المقابلة | الحلقات المقابلة | الحلقات المقابلة |
| 873         | الشيطانة الحمراء 赤い悪魔                                                                                                 | 754-756: مأساة المرأة الحمراء                                                                                            | 754-756: مأساة المرأة الحمراء                                                                                            | 754-756: مأساة المرأة الحمراء                                                                                            |
| 874         | الماضي الأحمر 赤き昔日 | 754-756: مأساة المرأة الحمراء                                                                                            | 754-756: مأساة المرأة الحمراء                                                                                            | 754-756: مأساة المرأة الحمراء                                                                                            |
| 875         | المأساة الحمراء 赤の悲劇                                                                                                  | 754-756: مأساة المرأة الحمراء                                                                                            | 754-756: مأساة المرأة الحمراء                                                                                            | 754-756: مأساة المرأة الحمراء                                                                                            |
| 876         | روائي الرومانسية 恋愛小説家                                                                                               | 759-760: النتيجة غير المتوقعة للرواية الرومنسية                                                                          | 759-760: النتيجة غير المتوقعة للرواية الرومنسية                                                                          | 759-760: النتيجة غير المتوقعة للرواية الرومنسية                                                                          |
| 877         | الفتاة التي تُمثل سيرا 世良に似た女の子                                                                                    | 759-760: النتيجة غير المتوقعة للرواية الرومنسية                                                                          | 759-760: النتيجة غير المتوقعة للرواية الرومنسية                                                                          | 759-760: النتيجة غير المتوقعة للرواية الرومنسية                                                                          |
| 878         | الهاتف والبحر وأنا 電話と海と私                                                                                           | 759-760: النتيجة غير المتوقعة للرواية الرومنسية                                                                          | 759-760: النتيجة غير المتوقعة للرواية الرومنسية                                                                          | 759-760: النتيجة غير المتوقعة للرواية الرومنسية                                                                          |
| 879         | معلم المحقق 探偵の師匠 | 763-764: كونان وهيجي، شفرة الحب                                                                                          | 763-764: كونان وهيجي، شفرة الحب                                                                                          | 763-764: كونان وهيجي، شفرة الحب                                                                                          |
| 880         | برج إيبيسو エビス橋 | 763-764: كونان وهيجي، شفرة الحب                                                                                          | 763-764: كونان وهيجي، شفرة الحب                                                                                          | 763-764: كونان وهيجي، شفرة الحب                                                                                          |
| 881         | موقع متاجرة المخدرات 麻薬取引現場                                                                                         | 763-764: كونان وهيجي، شفرة الحب                                                                                          | 763-764: كونان وهيجي، شفرة الحب                                                                                          | 763-764: كونان وهيجي، شفرة الحب                                                                                          |
| 882         | ذكريات الأزرق الفاتح 水色の思い出                                                                                         | 772-773: قضية شينچي كودو في حوض الأسماك                                                                                  | 772-773: قضية شينچي كودو في حوض الأسماك                                                                                  | 772-773: قضية شينچي كودو في حوض الأسماك                                                                                  |
| المجلد      | تاريخ الصدور | ردمك | الشخصيات | الشخصيات |
| المجلد      | تاريخ الصدور | ردمك | الشخصية المفتاح | المحقق |
| ''''84''''  | 18 يوليو 2014 | 978-4-09-124620-2 | ريوسكيه هيگو | لزبث سلندر |
| الفصل       | العنوان | الحلقات المقابلة | الحلقات المقابلة | الحلقات المقابلة |
| 883         | المحقق القرمزي 緋色の探偵                                                                                                 | 772-773: قضية شينچي كودو في حوض الأسماك                                                                                  | 772-773: قضية شينچي كودو في حوض الأسماك                                                                                  | 772-773: قضية شينچي كودو في حوض الأسماك                                                                                  |
| 884         | الإجابة القرمزية ピンク色の回答                                                                                           | 772-773: قضية شينچي كودو في حوض الأسماك                                                                                  | 772-773: قضية شينچي كودو في حوض الأسماك                                                                                  | 772-773: قضية شينچي كودو في حوض الأسماك                                                                                  |
| 885         | مسابقة الطائرات الورقية 凧揚げ大会                                                                                        | 765-766: قضية الطائرات الورقية في نهر تيموزو                                                                             | 765-766: قضية الطائرات الورقية في نهر تيموزو                                                                             | 765-766: قضية الطائرات الورقية في نهر تيموزو                                                                             |
| 886         | المتنصِّت 盗聴男 | 765-766: قضية الطائرات الورقية في نهر تيموزو                                                                             | 765-766: قضية الطائرات الورقية في نهر تيموزو                                                                             | 765-766: قضية الطائرات الورقية في نهر تيموزو                                                                             |
| 887         | صوت الشيطان 悪魔の声 | 765-766: قضية الطائرات الورقية في نهر تيموزو                                                                             | 765-766: قضية الطائرات الورقية في نهر تيموزو                                                                             | 765-766: قضية الطائرات الورقية في نهر تيموزو                                                                             |
| 888         | حفلة الشاي المتوترة ギスギスしたお茶会                                                                                    | 770-771: حفلة الشاي المتوتِّرة                                                                                             | 770-771: حفلة الشاي المتوتِّرة                                                                                             | 770-771: حفلة الشاي المتوتِّرة                                                                                             |
| 889         | زيرو (صفر) ゼロ | 770-771: حفلة الشاي المتوتِّرة                                                                                             | 770-771: حفلة الشاي المتوتِّرة                                                                                             | 770-771: حفلة الشاي المتوتِّرة                                                                                             |
| 890         | تدافع الدم عالي السرعة 高速の飛沫血痕                                                                                     | 770-771: حفلة الشاي المتوتِّرة                                                                                             | 770-771: حفلة الشاي المتوتِّرة                                                                                             | 770-771: حفلة الشاي المتوتِّرة                                                                                             |
| 891         | القطعة الأخيرة 最後のピース                                                                                               | 779-783: المقدمة القرمزية و المطاردة القرمزي و التقاطع القرمزي و العودة القرمزية و الحقيقة القرمزية                      | 779-783: المقدمة القرمزية و المطاردة القرمزي و التقاطع القرمزي و العودة القرمزية و الحقيقة القرمزية                      | 779-783: المقدمة القرمزية و المطاردة القرمزي و التقاطع القرمزي و العودة القرمزية و الحقيقة القرمزية                      |
| 892         | من ياباني أنا 僕の日本から                                                                                                | 779-783: المقدمة القرمزية و المطاردة القرمزي و التقاطع القرمزي و العودة القرمزية و الحقيقة القرمزية                      | 779-783: المقدمة القرمزية و المطاردة القرمزي و التقاطع القرمزي و العودة القرمزية و الحقيقة القرمزية                      | 779-783: المقدمة القرمزية و المطاردة القرمزي و التقاطع القرمزي و العودة القرمزية و الحقيقة القرمزية                      |
| 893         | ملاحقة بوربون، مقدمة القرمزي バーボンの追究、緋色の序章                                                                   | 779-783: المقدمة القرمزية و المطاردة القرمزي و التقاطع القرمزي و العودة القرمزية و الحقيقة القرمزية                      | 779-783: المقدمة القرمزية و المطاردة القرمزي و التقاطع القرمزي و العودة القرمزية و الحقيقة القرمزية                      | 779-783: المقدمة القرمزية و المطاردة القرمزي و التقاطع القرمزي و العودة القرمزية و الحقيقة القرمزية                      |
| المجلد      | تاريخ الصدور | ردمك | الشخصيات | الشخصيات |
| المجلد      | تاريخ الصدور | ردمك | الشخصية المفتاح | المحقق |
| ''''85''''  | 18 ديسمبر 2014 | 978-4-09-125376-7 | - | - |
| الفصل       | العنوان | الحلقات المقابلة | الحلقات المقابلة | الحلقات المقابلة |
| 894         | شكوك القرمزي 緋色の疑惑                                                                                                   | 779-783: المقدمة القرمزية و المطاردة القرمزي و التقاطع القرمزي و العودة القرمزية و الحقيقة القرمزية                      | 779-783: المقدمة القرمزية و المطاردة القرمزي و التقاطع القرمزي و العودة القرمزية و الحقيقة القرمزية                      | 779-783: المقدمة القرمزية و المطاردة القرمزي و التقاطع القرمزي و العودة القرمزية و الحقيقة القرمزية                      |
| 895         | استجواب القرمزي 緋色の尋問                                                                                                | 779-783: المقدمة القرمزية و المطاردة القرمزي و التقاطع القرمزي و العودة القرمزية و الحقيقة القرمزية                      | 779-783: المقدمة القرمزية و المطاردة القرمزي و التقاطع القرمزي و العودة القرمزية و الحقيقة القرمزية                      | 779-783: المقدمة القرمزية و المطاردة القرمزي و التقاطع القرمزي و العودة القرمزية و الحقيقة القرمزية                      |
| 896         | عودة القرمزي 緋色の帰還                                                                                                   | 779-783: المقدمة القرمزية و المطاردة القرمزي و التقاطع القرمزي و العودة القرمزية و الحقيقة القرمزية                      | 779-783: المقدمة القرمزية و المطاردة القرمزي و التقاطع القرمزي و العودة القرمزية و الحقيقة القرمزية                      | 779-783: المقدمة القرمزية و المطاردة القرمزي و التقاطع القرمزي و العودة القرمزية و الحقيقة القرمزية                      |
| 897         | حقيقة القرمزي 緋色の真相                                                                                                  | 779-783: المقدمة القرمزية و المطاردة القرمزي و التقاطع القرمزي و العودة القرمزية و الحقيقة القرمزية                      | 779-783: المقدمة القرمزية و المطاردة القرمزي و التقاطع القرمزي و العودة القرمزية و الحقيقة القرمزية                      | 779-783: المقدمة القرمزية و المطاردة القرمزي و التقاطع القرمزي و العودة القرمزية و الحقيقة القرمزية                      |
| 898         | خاتمة القرمزي 緋色の終わり                                                                                                | 779-783: المقدمة القرمزية و المطاردة القرمزي و التقاطع القرمزي و العودة القرمزية و الحقيقة القرمزية                      | 779-783: المقدمة القرمزية و المطاردة القرمزي و التقاطع القرمزي و العودة القرمزية و الحقيقة القرمزية                      | 779-783: المقدمة القرمزية و المطاردة القرمزي و التقاطع القرمزي و العودة القرمزية و الحقيقة القرمزية                      |
| 899         | الخطوة المحيرة 封じ手 | 785-786: مباراة حب تايكو ميجين                                                                                           | 785-786: مباراة حب تايكو ميجين                                                                                           | 785-786: مباراة حب تايكو ميجين                                                                                           |
| 900         | التحقيق チェック | 785-786: مباراة حب تايكو ميجين                                                                                           | 785-786: مباراة حب تايكو ميجين                                                                                           | 785-786: مباراة حب تايكو ميجين                                                                                           |
| 901         | الخطوة المحظورة 禁止手 | 785-786: مباراة حب تايكو ميجين                                                                                           | 785-786: مباراة حب تايكو ميجين                                                                                           | 785-786: مباراة حب تايكو ميجين                                                                                           |
| 902         | الحركة المدهشة 妙手 | 785-786: مباراة حب تايكو ميجين                                                                                           | 785-786: مباراة حب تايكو ميجين                                                                                           | 785-786: مباراة حب تايكو ميجين                                                                                           |
| 903         | الجثة في الحوض プールに沈む死体                                                                                           | 787-788: الغرق الغامض في حوض منتصف الصيف                                                                                 | 787-788: الغرق الغامض في حوض منتصف الصيف                                                                                 | 787-788: الغرق الغامض في حوض منتصف الصيف                                                                                 |
| 904         | شظايا الزجاج الغارقة 沈むガラスの破片                                                                                     | 787-788: الغرق الغامض في حوض منتصف الصيف                                                                                 | 787-788: الغرق الغامض في حوض منتصف الصيف                                                                                 | 787-788: الغرق الغامض في حوض منتصف الصيف                                                                                 |
| المجلد      | تاريخ الصدور | ردمك | الشخصيات | الشخصيات |
| المجلد      | تاريخ الصدور | ردمك | الشخصية المفتاح | المحقق |
| ''''86''''  | 17 أبريل 2015 | 978-4-09-125817-5 | - | - |
| الفصل       | العنوان | الحلقات المقابلة | الحلقات المقابلة | الحلقات المقابلة |
| 905         | الحقيقة تطفو إلى السطح 浮かび上がる真実                                                                                   | 785-786: الغرق الغامض في حوض منتصف الصيف                                                                                 | 785-786: الغرق الغامض في حوض منتصف الصيف                                                                                 | 785-786: الغرق الغامض في حوض منتصف الصيف                                                                                 |
| 906         | الخالة الطيِّبة 親切なおばちゃ                                                                                              | 792-793: اول ثلاث مكتشفين                                                                                                | 792-793: اول ثلاث مكتشفين                                                                                                | 792-793: اول ثلاث مكتشفين                                                                                                |
| 907         | الشاهد المثير للشك 不審な証言者たち                                                                                       | 792-793: اول ثلاث مكتشفين                                                                                                | 792-793: اول ثلاث مكتشفين                                                                                                | 792-793: اول ثلاث مكتشفين                                                                                                |
| 908         | واضعة حياتها على المحك... ...命を賭して                                                                                   | 792-793: اول ثلاث مكتشفين                                                                                                | 792-793: اول ثلاث مكتشفين                                                                                                | 792-793: اول ثلاث مكتشفين                                                                                                |
| 909         | الكامايتاتشي قادم 鎌鼬あらわる                                                                                            | 808-809: قضية نزل الكامايتاتشي                                                                                           | 808-809: قضية نزل الكامايتاتشي                                                                                           | 808-809: قضية نزل الكامايتاتشي                                                                                           |
| 910         | القاتل كامايتاتشي 殺意の鎌鼬                                                                                              | 808-809: قضية نزل الكامايتاتشي                                                                                           | 808-809: قضية نزل الكامايتاتشي                                                                                           | 808-809: قضية نزل الكامايتاتشي                                                                                           |
| 911         | اقتراب الكامايتاتشي 鎌鼬の進入経路                                                                                        | 808-809: قضية نزل الكامايتاتشي                                                                                           | 808-809: قضية نزل الكامايتاتشي                                                                                           | 808-809: قضية نزل الكامايتاتشي                                                                                           |
| 912         | نهاية الكامايتاتشي 鎌鼬の幕切れ                                                                                           | 808-809: قضية نزل الكامايتاتشي                                                                                           | 808-809: قضية نزل الكامايتاتشي                                                                                           | 808-809: قضية نزل الكامايتاتشي                                                                                           |
| 913         | نقار الخشب 啄木鳥 | 810-812: ظلام شرطة المحافظة                                                                                              | 810-812: ظلام شرطة المحافظة                                                                                              | 810-812: ظلام شرطة المحافظة                                                                                              |
| 914         | أثار أقدام وجماعة نقار الخشب 足跡と啄木鳥会                                                                               | 810-812: ظلام شرطة المحافظة                                                                                              | 810-812: ظلام شرطة المحافظة                                                                                              | 810-812: ظلام شرطة المحافظة                                                                                              |
| 915         | إلى جبل سايجو...! !...妻女山へ                                                                                            | 810-812: ظلام شرطة المحافظة                                                                                              | 810-812: ظلام شرطة المحافظة                                                                                              | 810-812: ظلام شرطة المحافظة                                                                                              |
| المجلد      | تاريخ الصدور | ردمك | الشخصيات | الشخصيات |
| المجلد      | تاريخ الصدور | ردمك | الشخصية المفتاح | المحقق |
| ''''87''''  | 18 أغسطس 2015 | 978-4-09-126209-7 | - | - |
| الفصل       | العنوان | الحلقات المقابلة | الحلقات المقابلة | الحلقات المقابلة |
| 916         | الماضي يتدفق مثل المياه الجارية 往く事は流れの如し                                                                        | 810-812: ظلام شرطة المحافظة                                                                                              | 810-812: ظلام شرطة المحافظة                                                                                              | 810-812: ظلام شرطة المحافظة                                                                                              |
| 917         | صوت أنفاس الحصان الذي يعبر النهر بروية ليلاً 鞭声粛々夜河を渡る                                                            | 810-812: ظلام شرطة المحافظة                                                                                              | 810-812: ظلام شرطة المحافظة                                                                                              | 810-812: ظلام شرطة المحافظة                                                                                              |
| 918         | مدونة BLOG | 814-815: قضية الغرفة المغلقة للممثلة صاحبة المدونة                                                                       | 814-815: قضية الغرفة المغلقة للممثلة صاحبة المدونة                                                                       | 814-815: قضية الغرفة المغلقة للممثلة صاحبة المدونة                                                                       |
| 919         | PHOTO | 814-815: قضية الغرفة المغلقة للممثلة صاحبة المدونة                                                                       | 814-815: قضية الغرفة المغلقة للممثلة صاحبة المدونة                                                                       | 814-815: قضية الغرفة المغلقة للممثلة صاحبة المدونة                                                                       |
| 920         | SELFIE | 814-815: قضية الغرفة المغلقة للممثلة صاحبة المدونة                                                                       | 814-815: قضية الغرفة المغلقة للممثلة صاحبة المدونة                                                                       | 814-815: قضية الغرفة المغلقة للممثلة صاحبة المدونة                                                                       |
| 921         | ران GIRL (الجزء الأول) 蘭GIRL (前編                                                                                       | 853-854: ذكريات صف زهرة الكرز                                                                                            | 853-854: ذكريات صف زهرة الكرز                                                                                            | 853-854: ذكريات صف زهرة الكرز                                                                                            |
| 922         | ران GIRL (الجزء الثاني) (蘭GIRL (後編                                                                                     | 853-854: ذكريات صف زهرة الكرز                                                                                            | 853-854: ذكريات صف زهرة الكرز                                                                                            | 853-854: ذكريات صف زهرة الكرز                                                                                            |
| 923         | شينتشي BOY (الجزء الأول) (新一BOY (前編                                                                                   | 853-854: ذكريات صف زهرة الكرز                                                                                            | 853-854: ذكريات صف زهرة الكرز                                                                                            | 853-854: ذكريات صف زهرة الكرز                                                                                            |
| 924         | شينتشي BOY (الجزء الثاني) (新一BOY (後編                                                                                  | 853-854: ذكريات صف زهرة الكرز                                                                                            | 853-854: ذكريات صف زهرة الكرز                                                                                            | 853-854: ذكريات صف زهرة الكرز                                                                                            |
| 925         | ولادة ثنائي كبير ؟! Big Couple (『ビッグカップル誕生！？)                                                                 | 822-823: المشتبه به ثنائي عاطفي                                                                                          | 822-823: المشتبه به ثنائي عاطفي                                                                                          | 822-823: المشتبه به ثنائي عاطفي                                                                                          |
| 926         | حجج غياب الموظفين スタッフのアリバイは？                                                                                  | 822-823: المشتبه به ثنائي عاطفي                                                                                          | 822-823: المشتبه به ثنائي عاطفي                                                                                          | 822-823: المشتبه به ثنائي عاطفي                                                                                          |
| المجلد      | تاريخ الصدور | ردمك | الشخصيات | الشخصيات |
| المجلد      | تاريخ الصدور | ردمك | الشخصية المفتاح | المحقق |
| ''''88''''  | 18 ديسمبر 2015 | 978-4-09-126540-1 | - | - |
| الفصل       | العنوان | الحلقات المقابلة | الحلقات المقابلة | الحلقات المقابلة |
| 927         | خدعة بصرية في الغرفة الخلفية バックヤードの虚像 』ネタバレ                                                                | 822-823: المشتبه به ثنائي عاطفي                                                                                          | 822-823: المشتبه به ثنائي عاطفي                                                                                          | 822-823: المشتبه به ثنائي عاطفي                                                                                          |
| 928         | ضيف غريب في مطعم الرامين ラーメン屋の変な客のネタバレあらすじ・感                                                         | 827-828: رامن يستحق الموت للذته 2                                                                                        | 827-828: رامن يستحق الموت للذته 2                                                                                        | 827-828: رامن يستحق الموت للذته 2                                                                                        |
| 929         | مجرم يلوح بخرطوم ؟! ホースを回す犯人!?                                                                                    | 827-828: رامن يستحق الموت للذته 2                                                                                        | 827-828: رامن يستحق الموت للذته 2                                                                                        | 827-828: رامن يستحق الموت للذته 2                                                                                        |
| 930         | توابل مفرطة 使いすぎた調味料                                                                                              | 827-828: رامن يستحق الموت للذته 2                                                                                        | 827-828: رامن يستحق الموت للذته 2                                                                                        | 827-828: رامن يستحق الموت للذته 2                                                                                        |
| 931         | لغز الزومبي ソンビブレイド                                                                                                | 830-832: الزومبي المحيط حول الكوخ                                                                                        | 830-832: الزومبي المحيط حول الكوخ                                                                                        | 830-832: الزومبي المحيط حول الكوخ                                                                                        |
| 932         | موكب جنازة الراحل 死霊の葬列                                                                                              | 830-832: الزومبي المحيط حول الكوخ                                                                                        | 830-832: الزومبي المحيط حول الكوخ                                                                                        | 830-832: الزومبي المحيط حول الكوخ                                                                                        |
| 933         | اكلو البشر 人食いゾンビ                                                                                                   | 830-832: الزومبي المحيط حول الكوخ                                                                                        | 830-832: الزومبي المحيط حول الكوخ                                                                                        | 830-832: الزومبي المحيط حول الكوخ                                                                                        |
| 934         | الجثةالمختفية 死人の行方                                                                                                  | 830-832: الزومبي المحيط حول الكوخ                                                                                        | 830-832: الزومبي المحيط حول الكوخ                                                                                        | 830-832: الزومبي المحيط حول الكوخ                                                                                        |
| 935         | الاشجار تخفي الغابة 灯台下暗し                                                                                            | 830-832: الزومبي المحيط حول الكوخ                                                                                        | 830-832: الزومبي المحيط حول الكوخ                                                                                        | 830-832: الزومبي المحيط حول الكوخ                                                                                        |
| 936         | فرقة الفتيات ガールズバンド                                                                                               | 836-837: فرقة الفتيات الغير ودودات                                                                                       | 836-837: فرقة الفتيات الغير ودودات                                                                                       | 836-837: فرقة الفتيات الغير ودودات                                                                                       |
| 937         | الدليل المخفي 消された手がかり                                                                                            | 836-837: فرقة الفتيات الغير ودودات                                                                                       | 836-837: فرقة الفتيات الغير ودودات                                                                                       | 836-837: فرقة الفتيات الغير ودودات                                                                                       |
| المجلد      | تاريخ الصدور | ردمك | الشخصيات | الشخصيات |
| المجلد      | تاريخ الصدور | ردمك | الشخصية المفتاح | المحقق |
| ''''89''''  | 15 أبريل 2016 | 978-4-09-127089-4 | - | - |
| الفصل       | العنوان | الحلقات المقابلة | الحلقات المقابلة | الحلقات المقابلة |
| 938         | جريمة في النقطة العمياء 死角での犯行                                                                                      | 836-837: فرقة الفتيات الغير ودودات                                                                                       | 836-837: فرقة الفتيات الغير ودودات                                                                                       | 836-837: فرقة الفتيات الغير ودودات                                                                                       |
| 939         | غداء في المتجر الكبير デパートでランチ！                                                                                  | 843-844: إفادات متفاوتة                                                                                                  | 843-844: إفادات متفاوتة                                                                                                  | 843-844: إفادات متفاوتة                                                                                                  |
| 940         | شهادات مختلفة バラつく証言                                                                                                | 843-844: إفادات متفاوتة                                                                                                  | 843-844: إفادات متفاوتة                                                                                                  | 843-844: إفادات متفاوتة                                                                                                  |
| 941         | حقيقة الشهادات 証言の真相                                                                                                 | 843-844: إفادات متفاوتة                                                                                                  | 843-844: إفادات متفاوتة                                                                                                  | 843-844: إفادات متفاوتة                                                                                                  |
| 942         | قضية الشرطي تشيباالصعبة 千葉の難事件                                                                                      | 847-848: قضية الشرطي تشيبا الغريبة الصعبة                                                                                | 847-848: قضية الشرطي تشيبا الغريبة الصعبة                                                                                | 847-848: قضية الشرطي تشيبا الغريبة الصعبة                                                                                |
| 943         | جسم غريب طائر 未確認飛行物体                                                                                              | 847-848: قضية الشرطي تشيبا الغريبة الصعبة                                                                                | 847-848: قضية الشرطي تشيبا الغريبة الصعبة                                                                                | 847-848: قضية الشرطي تشيبا الغريبة الصعبة                                                                                |
| 944         | البالون الشمسي ソーラーバルーン                                                                                           | 847-848: قضية الشرطي تشيبا الغريبة الصعبة                                                                                | 847-848: قضية الشرطي تشيبا الغريبة الصعبة                                                                                | 847-848: قضية الشرطي تشيبا الغريبة الصعبة                                                                                |
| 945         | الرجل العجوز الفظ 意地悪なおじいさん                                                                                      | 849-850: كلمة سر عقد الزواج                                                                                              | 849-850: كلمة سر عقد الزواج                                                                                              | 849-850: كلمة سر عقد الزواج                                                                                              |
| 946         | الزوجان الحقيقيان 真(まこと)の夫婦(めおと)                                                                                | 849-850: كلمة سر عقد الزواج                                                                                              | 849-850: كلمة سر عقد الزواج                                                                                              | 849-850: كلمة سر عقد الزواج                                                                                              |
| 947         | المقولة المفضلة 座右の銘                                                                                                  | 849-850: كلمة سر عقد الزواج                                                                                              | 849-850: كلمة سر عقد الزواج                                                                                              | 849-850: كلمة سر عقد الزواج                                                                                              |
| 948         | المقص المحكم 握られたハサミ                                                                                               | 861-862: تماماً كمسرح الجريمة قبل 17 عاماً                                                                                 | 861-862: تماماً كمسرح الجريمة قبل 17 عاماً                                                                                 | 861-862: تماماً كمسرح الجريمة قبل 17 عاماً                                                                                 |
| المجلد      | تاريخ الصدور | ردمك | الشخصيات | الشخصيات |
| المجلد      | تاريخ الصدور | ردمك | الشخصية المفتاح | المحقق |
| ''''90''''  | 18 أغسطس 2016 | ISBN 978-4-09-127330-7                                                                                                   | - | - |
| الفصل       | العنوان | الحلقات المقابلة | الحلقات المقابلة | الحلقات المقابلة |
| 949         | رائحة حلوة 甘い匂い | 861-862: تماماً كمسرح الجريمة قبل 17 عاماً                                                                                 | 861-862: تماماً كمسرح الجريمة قبل 17 عاماً                                                                                 | 861-862: تماماً كمسرح الجريمة قبل 17 عاماً                                                                                 |
| 950         | الرسالة المقصوصة 切り取られた文字                                                                                         | 861-862: تماماً كمسرح الجريمة قبل 17 عاماً                                                                                 | 861-862: تماماً كمسرح الجريمة قبل 17 عاماً                                                                                 | 861-862: تماماً كمسرح الجريمة قبل 17 عاماً                                                                                 |
| 951         | محقق الروح 霊魂探偵 | 863-864: قضية مقتل محقق الأرواح                                                                                          | 863-864: قضية مقتل محقق الأرواح                                                                                          | 863-864: قضية مقتل محقق الأرواح                                                                                          |
| 952         | الغرفة المجاورة المريبة 怪しき隣室には                                                                                    | 863-864: قضية مقتل محقق الأرواح                                                                                          | 863-864: قضية مقتل محقق الأرواح                                                                                          | 863-864: قضية مقتل محقق الأرواح                                                                                          |
| 953         | مواجهة شيطان في الظلام 暗がりに鬼を繋ぐが如く                                                                             | 863-864: قضية مقتل محقق الأرواح                                                                                          | 863-864: قضية مقتل محقق الأرواح                                                                                          | 863-864: قضية مقتل محقق الأرواح                                                                                          |
| 954         | عقوبة الخيانة 裏切りの制裁                                                                                                | 866-867: مسرح الخيانة | 866-867: مسرح الخيانة | 866-867: مسرح الخيانة |
| 955         | مكان الخائن 裏切りの行方                                                                                                  | 866-867: مسرح الخيانة | 866-867: مسرح الخيانة | 866-867: مسرح الخيانة |
| 956         | وطأة الخيانة 裏切りの矛先                                                                                                 | 866-867: مسرح الخيانة | 866-867: مسرح الخيانة | 866-867: مسرح الخيانة |
| 957         | حقيقة الخيانة 裏切りの真相                                                                                                | 866-867: مسرح الخيانة | 866-867: مسرح الخيانة | 866-867: مسرح الخيانة |
| 958         | وحش قرية يادوري 宿里村(やどりむら)の怪                                                                                    | 872-874: أسطورة كونان و هيجي عن وحش النو                                                                                 | 872-874: أسطورة كونان و هيجي عن وحش النو                                                                                 | 872-874: أسطورة كونان و هيجي عن وحش النو                                                                                 |
| 959         | ليلة من صراخ النااي 鵺(ぬえ)の泣く夜                                                                                      | 872-874: أسطورة كونان و هيجي عن وحش النو                                                                                 | 872-874: أسطورة كونان و هيجي عن وحش النو                                                                                 | 872-874: أسطورة كونان و هيجي عن وحش النو                                                                                 |
| المجلد      | تاريخ الصدور | ردمك | الشخصيات | الشخصيات |
| المجلد      | تاريخ الصدور | ردمك | الشخصية المفتاح | المحقق |
| ''''91''''  | 16 ديسمبر 2016 | ISBN 978-4-09-127330-7                                                                                                   | - | - |
| الفصل       | العنوان | الحلقات المقابلة | الحلقات المقابلة | الحلقات المقابلة |
| 960         | ندوب النو 鵺の爪跡 | 872-874: أسطورة كونان و هيجي عن وحش النو                                                                                 | 872-874: أسطورة كونان و هيجي عن وحش النو                                                                                 | 872-874: أسطورة كونان و هيجي عن وحش النو                                                                                 |
| 961         | النو ذو المخالب 牙を剥いた鵺                                                                                              | 872-874: أسطورة كونان و هيجي عن وحش النو                                                                                 | 872-874: أسطورة كونان و هيجي عن وحش النو                                                                                 | 872-874: أسطورة كونان و هيجي عن وحش النو                                                                                 |
| 962         | اسطورة النو الحزينة 悲しき鵺伝説                                                                                          | 872-874: أسطورة كونان و هيجي عن وحش النو                                                                                 | 872-874: أسطورة كونان و هيجي عن وحش النو                                                                                 | 872-874: أسطورة كونان و هيجي عن وحش النو                                                                                 |
| 963         | تري قود 木神 | 887-888: كايتو كيد وصندوق الخدعة                                                                                         | 887-888: كايتو كيد وصندوق الخدعة                                                                                         | 887-888: كايتو كيد وصندوق الخدعة                                                                                         |
| 964         | المقاربة 接近 | 887-888: كايتو كيد وصندوق الخدعة                                                                                         | 887-888: كايتو كيد وصندوق الخدعة                                                                                         | 887-888: كايتو كيد وصندوق الخدعة                                                                                         |
| 965         | المفكرة 日記 | 887-888: كايتو كيد وصندوق الخدعة                                                                                         | 887-888: كايتو كيد وصندوق الخدعة                                                                                         | 887-888: كايتو كيد وصندوق الخدعة                                                                                         |
| 966         | شفرة سكيتال スキュタレー暗号                                                                                              | 889-890: قضية الهيكل العظمي والمعلمة الجديدة                                                                             | 889-890: قضية الهيكل العظمي والمعلمة الجديدة                                                                             | 889-890: قضية الهيكل العظمي والمعلمة الجديدة                                                                             |
| 967         | من المستحيل فك الشيفرة! 解読不可能!?                                                                                      | 889-890: قضية الهيكل العظمي والمعلمة الجديدة                                                                             | 889-890: قضية الهيكل العظمي والمعلمة الجديدة                                                                             | 889-890: قضية الهيكل العظمي والمعلمة الجديدة                                                                             |
| 968         | سر المعلمة واكاسا 若狭先生のヒミツ                                                                                        | 889-890: قضية الهيكل العظمي والمعلمة الجديدة                                                                             | 889-890: قضية الهيكل العظمي والمعلمة الجديدة                                                                             | 889-890: قضية الهيكل العظمي والمعلمة الجديدة                                                                             |
| 969         | ثياب السباحة في غرفة تغيير الملابس♡ 試着室で水着♡                                                                         | 878-879: النقطة العمياء في غرفة تغيير الملابس                                                                            | 878-879: النقطة العمياء في غرفة تغيير الملابس                                                                            | 878-879: النقطة العمياء في غرفة تغيير الملابس                                                                            |
| 970         | رسالة الموت بالاصابع 指で残した伝言(メッセージ)                                                                           | 878-879: النقطة العمياء في غرفة تغيير الملابس                                                                            | 878-879: النقطة العمياء في غرفة تغيير الملابس                                                                            | 878-879: النقطة العمياء في غرفة تغيير الملابس                                                                            |
| المجلد      | تاريخ الصدور | ردمك | الشخصيات | الشخصيات |
| المجلد      | تاريخ الصدور | ردمك | الشخصية المفتاح | المحقق |
| ''''92''''  | 12 أبريل 2017 | ISBN 978-4-09-127553-0                                                                                                   | - | - |
| الفصل       | العنوان | الحلقات المقابلة | الحلقات المقابلة | الحلقات المقابلة |
| 971         | زبون آخر もう１人のお客さん                                                                                               | 878-879: النقطة العمياء في غرفة تغيير الملابس                                                                            | 878-879: النقطة العمياء في غرفة تغيير الملابس                                                                            | 878-879: النقطة العمياء في غرفة تغيير الملابس                                                                            |
| 972         | اللقاء المفاجىء مع الأمواج さざ波の邂逅(かいこう)                                                                         | 881-882: ساحر الأمواج | 881-882: ساحر الأمواج | 881-882: ساحر الأمواج |
| 973         | محقق الأمواج さざ波の捜査官                                                                                               | 881-882: ساحر الأمواج | 881-882: ساحر الأمواج | 881-882: ساحر الأمواج |
| 974         | ساحر الموج さざ波の魔法使い                                                                                               | 881-882: ساحر الأمواج | 881-882: ساحر الأمواج | 881-882: ساحر الأمواج |
| 975         | محقق من حقبة الإيدو؟ 江戸っ子探偵!?                                                                                       | 894-895: نمط عرض تحقيق طوكيو                                                                                             | 894-895: نمط عرض تحقيق طوكيو                                                                                             | 894-895: نمط عرض تحقيق طوكيو                                                                                             |
| 976         | بطاقة المراهنة المسروقة بقيمة مليون ين! 奪われた万馬券                                                                    | 894-895: نمط عرض تحقيق طوكيو                                                                                             | 894-895: نمط عرض تحقيق طوكيو                                                                                             | 894-895: نمط عرض تحقيق طوكيو                                                                                             |
| 977         | إستعراض استنتاجات محقق حقبة الإيدو 江戸前推理ショー                                                                       | 894-895: نمط عرض تحقيق طوكيو                                                                                             | 894-895: نمط عرض تحقيق طوكيو                                                                                             | 894-895: نمط عرض تحقيق طوكيو                                                                                             |
| 978         | منزل المعلمة واكاسا 若狭先生の自宅                                                                                        | 896-897: المرأة ذات اليدان البيضاء                                                                                       | 896-897: المرأة ذات اليدان البيضاء                                                                                       | 896-897: المرأة ذات اليدان البيضاء                                                                                       |
| 979         | المرأة ذات اليد البيضاء 白い手の女                                                                                        | 896-897: المرأة ذات اليدان البيضاء                                                                                       | 896-897: المرأة ذات اليدان البيضاء                                                                                       | 896-897: المرأة ذات اليدان البيضاء                                                                                       |
| 980         | المشاعر البيضاء النقية 真っ白な気持ち                                                                                     | 896-897: المرأة ذات اليدان البيضاء                                                                                       | 896-897: المرأة ذات اليدان البيضاء                                                                                       | 896-897: المرأة ذات اليدان البيضاء                                                                                       |
| 981         | قتل الوقت في مقهى بوارو 喫茶ポアロで暇潰し                                                                                | 885-886: حل الأُحجية في مقهى پوارو                                                                                        | 885-886: حل الأُحجية في مقهى پوارو                                                                                        | 885-886: حل الأُحجية في مقهى پوارو                                                                                        |
| المجلد      | تاريخ الصدور | ردمك | الشخصيات | الشخصيات |
| المجلد      | تاريخ الصدور | ردمك | الشخصية المفتاح | المحقق |
| ''''93''''  | 18 يوليو 2017 | ISBN 978-4-09-127553-0                                                                                                   | - | - |
| الفصل       | العنوان | الحلقات المقابلة | الحلقات المقابلة | الحلقات المقابلة |
| 982         | المواجهة في مقهى بوارو 待ち合わせは喫茶ポアロで                                                                           | 885-886: حل الأُحجية في مقهى پوارو                                                                                        | 885-886: حل الأُحجية في مقهى پوارو                                                                                        | 885-886: حل الأُحجية في مقهى پوارو                                                                                        |
| 983         | حل الغموض في مقهى بوارو 喫茶ポアロで謎解きを                                                                              | 885-886: حل الأُحجية في مقهى پوارو                                                                                        | 885-886: حل الأُحجية في مقهى پوارو                                                                                        | 885-886: حل الأُحجية في مقهى پوارو                                                                                        |
| 984         | إيري تتكاثر 英理、増殖す                                                                                                  | 901-902: المحامية كيساكي تستغيث (SOS)                                                                                    | 901-902: المحامية كيساكي تستغيث (SOS)                                                                                    | 901-902: المحامية كيساكي تستغيث (SOS)                                                                                    |
| 985         | إيري عاجزة عن الهرب 英理、万事休す                                                                                        | 901-902: المحامية كيساكي تستغيث (SOS)                                                                                    | 901-902: المحامية كيساكي تستغيث (SOS)                                                                                    | 901-902: المحامية كيساكي تستغيث (SOS)                                                                                    |
| 986         | إيري تستغيث SOS 英理、 SOS                                                                                                | 901-902: المحامية كيساكي تستغيث (SOS)                                                                                    | 901-902: المحامية كيساكي تستغيث (SOS)                                                                                    | 901-902: المحامية كيساكي تستغيث (SOS)                                                                                    |
| 987         | تحذير !! كشف الأسرار ティップオフ                                                                                         | 909-910: غموض الخيمة المحترقة                                                                                            | 909-910: غموض الخيمة المحترقة                                                                                            | 909-910: غموض الخيمة المحترقة                                                                                            |
| 988         | انتهاك ヴァイオレーション                                                                                                 | 909-910: غموض الخيمة المحترقة                                                                                            | 909-910: غموض الخيمة المحترقة                                                                                            | 909-910: غموض الخيمة المحترقة                                                                                            |
| 989         | حادثة حرق حتى الموت في المخيم ブザービーター                                                                              | 909-910: غموض الخيمة المحترقة                                                                                            | 909-910: غموض الخيمة المحترقة                                                                                            | 909-910: غموض الخيمة المحترقة                                                                                            |
| 990         | اليوم سنصفي الحسابات 今日こそ決着を                                                                                       | 916-917: بطولة "كندو" للحب والغموض                                                                                       | 916-917: بطولة "كندو" للحب والغموض                                                                                       | 916-917: بطولة "كندو" للحب والغموض                                                                                       |
| 991         | عدم التدخل .. عدم المشاركة 手ェ出さんとき                                                                                 | 916-917: بطولة "كندو" للحب والغموض                                                                                       | 916-917: بطولة "كندو" للحب والغموض                                                                                       | 916-917: بطولة "كندو" للحب والغموض                                                                                       |
| 992         | لقد حان وقتك ここで会うたが…                                                                                              | 916-917: بطولة "كندو" للحب والغموض                                                                                       | 916-917: بطولة "كندو" للحب والغموض                                                                                       | 916-917: بطولة "كندو" للحب والغموض                                                                                       |
| المجلد      | تاريخ الصدور | ردمك | الشخصيات | الشخصيات |
| المجلد      | تاريخ الصدور | ردمك | الشخصية المفتاح | المحقق |
| ''''94''''  | 18 ديسمبر 2017 | ISBN 978-4-09-127883-8                                                                                                   | أوكيتا سوشي | هيروتو ميامي |
| الفصل       | العنوان | الحلقات المقابلة | الحلقات المقابلة | الحلقات المقابلة |
| 993         | إنتظر لحضة ちょー待て Chō Mate                                                                                            | 916-917: بطولة "كندو" للحب والغموض                                                                                       | 916-917: بطولة "كندو" للحب والغموض                                                                                       | 916-917: بطولة "كندو" للحب والغموض                                                                                       |
| 994         | تقفي أثر ران 蘭の跡を... Ran no Ato o...                                                                                  | 919-920: المقهى السري لفتيات المدرسة الثانوية الثلاث                                                                     | 919-920: المقهى السري لفتيات المدرسة الثانوية الثلاث                                                                     | 919-920: المقهى السري لفتيات المدرسة الثانوية الثلاث                                                                     |
| 995         | ألم تفهم الأمر بعد؟ れからないのか？ Rekaranai no ka?                                                                     | 919-920: المقهى السري لفتيات المدرسة الثانوية الثلاث                                                                     | 919-920: المقهى السري لفتيات المدرسة الثانوية الثلاث                                                                     | 919-920: المقهى السري لفتيات المدرسة الثانوية الثلاث                                                                     |
| 996         | الحقيقة وراء الرحلة 旅行の真相 Ryokō no Shinsō                                                                            | 919-920: المقهى السري لفتيات المدرسة الثانوية الثلاث                                                                     | 919-920: المقهى السري لفتيات المدرسة الثانوية الثلاث                                                                     | 919-920: المقهى السري لفتيات المدرسة الثانوية الثلاث                                                                     |
| 997         | مزاج هايبرا 灰原の機嫌 Haibara no Kigen                                                                                   | 925-926: الشريط الصادر من القلب                                                                                          | 925-926: الشريط الصادر من القلب                                                                                          | 925-926: الشريط الصادر من القلب                                                                                          |
| 998         | البحث عن الميدالية ストラップを探せ！ Sutorappu o sagase!                                                                 | 925-926: الشريط الصادر من القلب                                                                                          | 925-926: الشريط الصادر من القلب                                                                                          | 925-926: الشريط الصادر من القلب                                                                                          |
| 999         | إنها ليست مجرد... ただのじゃないもん！ Tada no janai mon!                                                                 | 925-926: الشريط الصادر من القلب                                                                                          | 925-926: الشريط الصادر من القلب                                                                                          | 925-926: الشريط الصادر من القلب                                                                                          |
| 1000        | السقف القرمزي 鮮紅の天井 Senkō no tenjō                                                                                   | 927: رحلة المدرسة القرمزية (أحمر ساطع) (حلقة خاصة لمدة ساعة)                                                             | 927: رحلة المدرسة القرمزية (أحمر ساطع) (حلقة خاصة لمدة ساعة)                                                             | 927: رحلة المدرسة القرمزية (أحمر ساطع) (حلقة خاصة لمدة ساعة)                                                             |
| 1001        | الشيطان القرمزي 紅蓮の魔物 Guren no mamono                                                                                | 927: رحلة المدرسة القرمزية (أحمر ساطع) (حلقة خاصة لمدة ساعة)                                                             | 927: رحلة المدرسة القرمزية (أحمر ساطع) (حلقة خاصة لمدة ساعة)                                                             | 927: رحلة المدرسة القرمزية (أحمر ساطع) (حلقة خاصة لمدة ساعة)                                                             |
| 1002        | السياج القرمزي 紅檜皮の犬矢来 Benihiwada no inu yarai                                                                     | 927: رحلة المدرسة القرمزية (أحمر ساطع) (حلقة خاصة لمدة ساعة)                                                             | 927: رحلة المدرسة القرمزية (أحمر ساطع) (حلقة خاصة لمدة ساعة)                                                             | 927: رحلة المدرسة القرمزية (أحمر ساطع) (حلقة خاصة لمدة ساعة)                                                             |
| 1003        | الأثار البنية المتوردة 紅鼠の痕跡 Beninezu no konseki                                                                     | 928: رحلة المدرسة القرمزية (حب أحمر) (حلقة خاصة لمدة ساعة)                                                               | 928: رحلة المدرسة القرمزية (حب أحمر) (حلقة خاصة لمدة ساعة)                                                               | 928: رحلة المدرسة القرمزية (حب أحمر) (حلقة خاصة لمدة ساعة)                                                               |
| المجلد      | تاريخ الصدور | ردمك | الشخصيات | الشخصيات |
| المجلد      | تاريخ الصدور | ردمك | الشخصية المفتاح | المحقق |
| ''''95''''  | 18 أكتوبر 2018 | ISBN 978-4-09-128560-7                                                                                                   | فوميمارو أيانيكوجي | يوكيماسا يوجامي |
| الفصل       | العنوان | الحلقات المقابلة | الحلقات المقابلة | الحلقات المقابلة |
| 1004        | الجواب الوردي الفاتح 薄紅の回答 Usubeni no kaitō                                                                          | 928: رحلة المدرسة القرمزية (حب أحمر) (حلقة خاصة لمدة ساعة)                                                               | 928: رحلة المدرسة القرمزية (حب أحمر) (حلقة خاصة لمدة ساعة)                                                               | 928: رحلة المدرسة القرمزية (حب أحمر) (حلقة خاصة لمدة ساعة)                                                               |
| 1005        | الفأل الأحمر الداكن 濃紅の予兆 Koikurenai no yochō                                                                        | 928: رحلة المدرسة القرمزية (حب أحمر) (حلقة خاصة لمدة ساعة)                                                               | 928: رحلة المدرسة القرمزية (حب أحمر) (حلقة خاصة لمدة ساعة)                                                               | 928: رحلة المدرسة القرمزية (حب أحمر) (حلقة خاصة لمدة ساعة)                                                               |
| 1006        | ابق على وضعك じっとしてなさい! Jitto shite nasai!                                                                         | 941-942: البحث عن ماريا-تشان                                                                                             | 941-942: البحث عن ماريا-تشان                                                                                             | 941-942: البحث عن ماريا-تشان                                                                                             |
| 1007        | أنا أفقد صبري 落ち着きのない Ochitsuki no nai                                                                             | 941-942: البحث عن ماريا-تشان                                                                                             | 941-942: البحث عن ماريا-تشان                                                                                             | 941-942: البحث عن ماريا-تشان                                                                                             |
| 1008        | أرأيت ♡ ホラ♡ Hora ♡ | 941-942: البحث عن ماريا-تشان                                                                                             | 941-942: البحث عن ماريا-تشان                                                                                             | 941-942: البحث عن ماريا-تشان                                                                                             |
| 1009        | في ملهى الأرانب السوداء 黒ウサギ亭にて Kuro usagi-tei nite                                                                | 952-954: قضية الكوكتيل الغير محلولة                                                                                      | 952-954: قضية الكوكتيل الغير محلولة                                                                                      | 952-954: قضية الكوكتيل الغير محلولة                                                                                      |
| 1010        | إذاً انه الوداع バイバイだね Baibaida ne                                                                                   | 952-954: قضية الكوكتيل الغير محلولة                                                                                      | 952-954: قضية الكوكتيل الغير محلولة                                                                                      | 952-954: قضية الكوكتيل الغير محلولة                                                                                      |
| 1011        | ذكريات تلك المرأة あの女性ひとの記憶 Ano josei hito no kioku                                                              | 952-954: قضية الكوكتيل الغير محلولة                                                                                      | 952-954: قضية الكوكتيل الغير محلولة                                                                                      | 952-954: قضية الكوكتيل الغير محلولة                                                                                      |
| 1012        | لقد أخفقت ぬかったな Nukatta na                                                                                           | 952-954: قضية الكوكتيل الغير محلولة                                                                                      | 952-954: قضية الكوكتيل الغير محلولة                                                                                      | 952-954: قضية الكوكتيل الغير محلولة                                                                                      |
| 1013        | على الرغم من أننا بنفس العمر 同い年なのに… Onaidoshinanoni…                                                               | 971-974: الهدف هو قسم مرور شرطة العاصمة                                                                                  | 971-974: الهدف هو قسم مرور شرطة العاصمة                                                                                  | 971-974: الهدف هو قسم مرور شرطة العاصمة                                                                                  |
| 1014        | الحضور 臨場 Rinjō | 971-974: الهدف هو قسم مرور شرطة العاصمة                                                                                  | 971-974: الهدف هو قسم مرور شرطة العاصمة                                                                                  | 971-974: الهدف هو قسم مرور شرطة العاصمة                                                                                  |
| المجلد      | تاريخ الصدور | ردمك | الشخصيات | الشخصيات |
| المجلد      | تاريخ الصدور | ردمك | الشخصية المفتاح | المحقق |
| ''''96''''  | 10 أبريل 2019 | ISBN 978-4-09-129179-0                                                                                                   | أتسوشي ميانو | ميكوتو ميسومي |
| الفصل       | العنوان | الحلقات المقابلة | الحلقات المقابلة | الحلقات المقابلة |
| 1015        | قضية القتل المتسلسل لضابطات الشرطة 女性警察官連続殺人事件 Josei keisatsukan renzoku satsujin jiken                        | 971-974: الهدف هو قسم مرور شرطة العاصمة                                                                                  | 971-974: الهدف هو قسم مرور شرطة العاصمة                                                                                  | 971-974: الهدف هو قسم مرور شرطة العاصمة                                                                                  |
| 1016        | إشارة "ممنوع الوقوف" 駐禁の標識 Chūkin no hyōshiki                                                                        | 971-974: الهدف هو قسم مرور شرطة العاصمة                                                                                  | 971-974: الهدف هو قسم مرور شرطة العاصمة                                                                                  | 971-974: الهدف هو قسم مرور شرطة العاصمة                                                                                  |
| 1017        | إنها ليست ميكي، لكن... 「ミケ」じゃなくて "Mike" janakute                                                                 | 971-974: الهدف هو قسم مرور شرطة العاصمة                                                                                  | 971-974: الهدف هو قسم مرور شرطة العاصمة                                                                                  | 971-974: الهدف هو قسم مرور شرطة العاصمة                                                                                  |
| 1018        | في الجليد 氷中 Hyō-chū | 983-984: كيد ضد كومي الشفاه المستهدفة                                                                                    | 983-984: كيد ضد كومي الشفاه المستهدفة                                                                                    | 983-984: كيد ضد كومي الشفاه المستهدفة                                                                                    |
| 1019        | الاستبدال 入替 Irekae | 983-984: كيد ضد كومي الشفاه المستهدفة                                                                                    | 983-984: كيد ضد كومي الشفاه المستهدفة                                                                                    | 983-984: كيد ضد كومي الشفاه المستهدفة                                                                                    |
| 1020        | التلاعب 飜弄 Honrō | 983-984: كيد ضد كومي الشفاه المستهدفة                                                                                    | 983-984: كيد ضد كومي الشفاه المستهدفة                                                                                    | 983-984: كيد ضد كومي الشفاه المستهدفة                                                                                    |
| 1021        | مقتنيات الميت الشخصية 遺品 Ihin                                                                                           | 983-984: كيد ضد كومي الشفاه المستهدفة                                                                                    | 983-984: كيد ضد كومي الشفاه المستهدفة                                                                                    | 983-984: كيد ضد كومي الشفاه المستهدفة                                                                                    |
| 1022        | البديل 代役君 Daiyaku-kun                                                                                                 | 993-995: الممثل البديل: كيوغوكو ماكوتو                                                                                   | 993-995: الممثل البديل: كيوغوكو ماكوتو                                                                                   | 993-995: الممثل البديل: كيوغوكو ماكوتو                                                                                   |
| 1023        | عقاقير غريبة 妙な薬 Myōna kusuri                                                                                          | 993-995: الممثل البديل: كيوغوكو ماكوتو                                                                                   | 993-995: الممثل البديل: كيوغوكو ماكوتو                                                                                   | 993-995: الممثل البديل: كيوغوكو ماكوتو                                                                                   |
| 1024        | استجواب سيرا 世良の追及 Sera no tsuikyū                                                                                   | 993-995: الممثل البديل: كيوغوكو ماكوتو                                                                                   | 993-995: الممثل البديل: كيوغوكو ماكوتو                                                                                   | 993-995: الممثل البديل: كيوغوكو ماكوتو                                                                                   |
| 1025        | طفل ناضج 大人びてる子 Otonabi teru ko                                                                                     | 993-995: الممثل البديل: كيوغوكو ماكوتو                                                                                   | 993-995: الممثل البديل: كيوغوكو ماكوتو                                                                                   | 993-995: الممثل البديل: كيوغوكو ماكوتو                                                                                   |
| المجلد      | تاريخ الصدور | ردمك | الشخصيات | الشخصيات |
| المجلد      | تاريخ الصدور | ردمك | الشخصية المفتاح | المحقق |
| ''''97''''  | 18 ديسمبر 2019 | ISBN 978-4-09-129449-4                                                                                                   | كانينوري واكيتا | كوروكوتشي كيتا |
| الفصل       | العنوان | الحلقات المقابلة | الحلقات المقابلة | الحلقات المقابلة |
| 1026        | لأنه شيء ثمين... 大切な物ですから・・・ Taisetsu-na Mono Desu Kara…                                                       | 993-995: الممثل البديل: كيوغوكو ماكوتو                                                                                   | 993-995: الممثل البديل: كيوغوكو ماكوتو                                                                                   | 993-995: الممثل البديل: كيوغوكو ماكوتو                                                                                   |
| 1027        | عين المتحري 探偵の目 Tantei no me                                                                                         | 1003-1005: اللعبة المثالية المكونة من 36 مربعاً                                                                           | 1003-1005: اللعبة المثالية المكونة من 36 مربعاً                                                                           | 1003-1005: اللعبة المثالية المكونة من 36 مربعاً                                                                           |
| 1028        | منزل وسط الجبال الثلجية スノーウィーマウンテンズのマウンテンヴィラ Sunōu~īmauntenzu no maunten'vu~ira                     | 1003-1005: اللعبة المثالية المكونة من 36 مربعاً                                                                           | 1003-1005: اللعبة المثالية المكونة من 36 مربعاً                                                                           | 1003-1005: اللعبة المثالية المكونة من 36 مربعاً                                                                           |
| 1029        | حتى الأطفال البكائين سيستغرقوا في النوم 泣いている子供を眠らせることができる Naite iru kodomo o nemuraseru koto ga dekiru | 1003-1005: اللعبة المثالية المكونة من 36 مربعاً                                                                           | 1003-1005: اللعبة المثالية المكونة من 36 مربعاً                                                                           | 1003-1005: اللعبة المثالية المكونة من 36 مربعاً                                                                           |
| 1030        | كالأخ الأكبر あなたと同じように… Anata to onajiyōni…                                                                      | 1003-1005: اللعبة المثالية المكونة من 36 مربعاً                                                                           | 1003-1005: اللعبة المثالية المكونة من 36 مربعاً                                                                           | 1003-1005: اللعبة المثالية المكونة من 36 مربعاً                                                                           |
| 1031        | إحساس خطير ヤバイ感じが Yabai kanji ga                                                                                    | 1003-1005: اللعبة المثالية المكونة من 36 مربعاً                                                                           | 1003-1005: اللعبة المثالية المكونة من 36 مربعاً                                                                           | 1003-1005: اللعبة المثالية المكونة من 36 مربعاً                                                                           |
| 1032        | جمع الخضار البرية الصالحة للأكل 山菜採り Sansai-tori                                                                      | | | |
| 1033        | تميمة الحظ السعيد 幸運の御守り Kōun no Omamori                                                                            | | | |
| 1034        | بماأنك خرقاء ドジだから Dojidakara                                                                                        | | | |
| 1035        | تسويكوكوبون 堆黒盆 Tsuikokubon                                                                                            | | | |
| 1036        | طفلة ناضجة アダルトな子 Adaruto na Ko                                                                                     | | | |
| المجلد      | تاريخ الصدور | ردمك | الشخصيات | الشخصيات |
| المجلد      | تاريخ الصدور | ردمك | الشخصية المفتاح | المحقق |
| ''''98''''  | 15 أبريل 2020 | ISBN 978-4-09-850059-8                                                                                                   | موميجي أوكا | كونو توتونو |
| الفصل       | العنوان | الحلقات المقابلة | الحلقات المقابلة | الحلقات المقابلة |
| 1037        | مجرى الزمن 時の流れ Toki no Nagare                                                                                        | | | |
| 1038        | يظهر عوضا عن ان يخفى 隠すより現る Kakusu Yori Arawaru                                                                     | | | |
| 1039        | تحدي موميجي もみじの挑戦 Momiji no chōsen                                                                                 | | | |
| 1040        | من أمك المحبة لكرة القدم フットボウル好きの母より Futtobouru-suki no haha yori                                            | | | |
| 1041        | لقاء الأخوة منذ 30 عاماً 30年ぶりの兄弟 0-Nen-buri no kyōdai                                                               | | | |
| 1042        | جينقيسكان الذكريات 思い出のジンギスカン Omoide no jingisukan                                                              | | | |
| 1043        | لحية الميجين 名人のあごひげ Meijin no agohige                                                                             | | | |
| 1044        | عين الميجين 名人の目 Meijin no me                                                                                         | | | |
| 1045        | يد الميجين 名人の手 Meijin no te                                                                                          | | | |
| 1046        | الملجأ الأخير للميجين 名人の勝ち手 Meijin no kachi-te                                                                     | | | |
| 1047        | كان معي... 彼は彼と一緒に... Kare wa kare to issho ni...                                                                  | | | |
| المجلد      | تاريخ الصدور | ردمك | الشخصيات | الشخصيات |
| المجلد      | تاريخ الصدور | ردمك | الشخصية المفتاح | المحقق |
| ''''99''''  | 14 أبريل 2021 | ISBN 978-4-09-850513-5                                                                                                   | كازامي يويا | ماو ماو |
| الفصل       | العنوان | الحلقات المقابلة | الحلقات المقابلة | الحلقات المقابلة |
| 1048        | لمَ تبكين...؟ ?…なんで泣いてるの…？ Nande naiteru no                                                                       | | | |
| 1049        | شيء من الصعب تصديقه !信じられない！ Shinjirarenai                                                                         | | | |
| 1050        | تلميذ وساحر 見習いとウィザード Minarai to u~izādo                                                                         | | | |
| 1051        | مزرعة مخيفة 不気味な農場 Bukimina nōjō                                                                                    | | | |
| 1052        | بلاهة و شكوك ドジと疑惑 Doji to Giwaku                                                                                    | | | |
| 1053        | ضوء 光 Hikari | | | |
| 1054        | القوي هو .. ...強いのは... Tsuyoi no wa                                                                                   | | | |
| 1055        | كوغورو في معضلة 小五郎、窮地に陥る Kogorō, Kyūchi ni ochīru                                                               | | | |
| 1056        | غرفة العلية المقفلة 屋根裏の密室 Yaneura no misshitsu                                                                     | | | |
| 1057        | سبب الشيفرة 暗号の理由 Angō no Riyū                                                                                       | | | |
| 1058        | عرض الاستنتاج في التلفاز ?TVで推理ショー!? TV de suiri shō!                                                               | | | |
| المجلد      | تاريخ الصدور | ردمك | الشخصيات | الشخصيات |
| المجلد      | تاريخ الصدور | ردمك | الشخصية المفتاح | المحقق |
| ''''100'''' | 18 أكتوبر 2021 | ISBN 978-4-09-850717-7                                                                                                   | جين | شارلوك هولمز |
| الفصل       | العنوان | الحلقات المقابلة | الحلقات المقابلة | الحلقات المقابلة |
| 1059        | الاجتماع التحضيري لعرض الإستنتاج ショーの打ち合わせ Shō no uchiawase                                                      | | | |
| 1060        | العرض بعض قليل ショーはこれから Shō wa korekara                                                                           | | | |
| 1061        | هوية معرف الخريطة 血まみれのID Chimamire no ID                                                                            | هوية معرف الخريطة 血まみれのID Chimamire no ID                                                                           | هوية معرف الخريطة 血まみれのID Chimamire no ID                                                                           | هوية معرف الخريطة 血まみれのID Chimamire no ID                                                                           |
| 1062        | زاوية شارع المؤامرة 街角の罠 Machikado no wana                                                                            | زاوية شارع المؤامرة 街角の罠 Machikado no wana                                                                           | زاوية شارع المؤامرة 街角の罠 Machikado no wana                                                                           | زاوية شارع المؤامرة 街角の罠 Machikado no wana                                                                           |
| 1063        | هجوم المطاردين في ظلام الليل 暗い夜の追跡 Kurai yoru no tsuiseki                                                          | هجوم المطاردين في ظلام الليل 暗い夜の追跡 Kurai yoru no tsuiseki                                                         | هجوم المطاردين في ظلام الليل 暗い夜の追跡 Kurai yoru no tsuiseki                                                         | هجوم المطاردين في ظلام الليل 暗い夜の追跡 Kurai yoru no tsuiseki                                                         |
| 1064        | ضوء وسط الظلام 闇の中の光 Yami no naka no hikari                                                                          | ضوء وسط الظلام 闇の中の光 Yami no naka no hikari                                                                         | ضوء وسط الظلام 闇の中の光 Yami no naka no hikari                                                                         | ضوء وسط الظلام 闇の中の光 Yami no naka no hikari                                                                         |
| 1065        | الصياد والفريسة ハンターと獲物 Hantā to emono                                                                             | الصياد والفريسة ハンターと獲物 Hantā to emono                                                                            | الصياد والفريسة ハンターと獲物 Hantā to emono                                                                            | الصياد والفريسة ハンターと獲物 Hantā to emono                                                                            |
| 1066        | رم ラム Ramu | رم ラム Ramu | رم ラム Ramu | رم ラム Ramu |
| 1067        | زيارة سرية 密かなお宮参り Hisokare miyamairi                                                                              | زيارة سرية 密かなお宮参り Hisokare miyamairi                                                                             | زيارة سرية 密かなお宮参り Hisokare miyamairi                                                                             | زيارة سرية 密かなお宮参り Hisokare miyamairi                                                                             |
| 1068        | نظرة عامة 観察調査 Kansatsu chōsa                                                                                         | نظرة عامة 観察調査 Kansatsu chōsa                                                                                        | نظرة عامة 観察調査 Kansatsu chōsa                                                                                        | نظرة عامة 観察調査 Kansatsu chōsa                                                                                        |
| 1069        | رجل الثلج 雪だるま Yukidaruma                                                                                             | رجل الثلج 雪だるま Yukidaruma                                                                                            | رجل الثلج 雪だるま Yukidaruma                                                                                            | رجل الثلج 雪だるま Yukidaruma                                                                                            |
| المجلد      | تاريخ الصدور | ردمك | الشخصيات | الشخصيات |
| المجلد      | تاريخ الصدور | ردمك | الشخصية المفتاح | المحقق |
| ''''101'''' | 13 أبريل 2022 | ISBN 978-4-09-851054-5                                                                                                   | هاغيوارا كينجي | كيشيبي روهان |
| الفصل       | العنوان | الحلقات المقابلة | الحلقات المقابلة | الحلقات المقابلة |
| 1070        | بالتفكير بأنني سألقاكِ في مكان كهذا... こんな所で会えるとは... Kon'natokorode aeru to wa                                   | بالتفكير بأنني سألقاكِ في مكان كهذا... こんな所で会えるとは... Kon'natokorode aeru to wa                                  | بالتفكير بأنني سألقاكِ في مكان كهذا... こんな所で会えるとは... Kon'natokorode aeru to wa                                  | بالتفكير بأنني سألقاكِ في مكان كهذا... こんな所で会えるとは... Kon'natokorode aeru to wa                                  |
| 1071        | كبسولة الزمن タイムカプセル Taimukapuseru                                                                                 | كبسولة الزمن タイムカプセル Taimukapuseru                                                                                | كبسولة الزمن タイムカプセル Taimukapuseru                                                                                | كبسولة الزمن タイムカプセル Taimukapuseru                                                                                |
| 1072        | طالبة الصف السادس - شعبة A الحاظية بالشعبية 人気の6年生A Ninki no 6-nensei A                                              | طالبة الصف السادس - شعبة A الحاظية بالشعبية 人気の6年生A Ninki no 6-nensei A                                             | طالبة الصف السادس - شعبة A الحاظية بالشعبية 人気の6年生A Ninki no 6-nensei A                                             | طالبة الصف السادس - شعبة A الحاظية بالشعبية 人気の6年生A Ninki no 6-nensei A                                             |
| 1073        | إلهة الرياح 風のリーダー Kaze no rīdā                                                                                     | إلهة الرياح 風のリーダー Kaze no rīdā                                                                                    | إلهة الرياح 風のリーダー Kaze no rīdā                                                                                    | إلهة الرياح 風のリーダー Kaze no rīdā                                                                                    |
| 1074        | مطاردة الرياح 風追い Kaze oi                                                                                              | مطاردة الرياح 風追い Kaze oi                                                                                             | مطاردة الرياح 風追い Kaze oi                                                                                             | مطاردة الرياح 風追い Kaze oi                                                                                             |
| 1075        | اعتقال الرياح 風の逮捕 Kaze no taiho                                                                                      | اعتقال الرياح 風の逮捕 Kaze no taiho                                                                                     | اعتقال الرياح 風の逮捕 Kaze no taiho                                                                                     | اعتقال الرياح 風の逮捕 Kaze no taiho                                                                                     |
| 1076        | استفزاز 挑発 Chōhatsu | استفزاز 挑発 Chōhatsu | استفزاز 挑発 Chōhatsu | استفزاز 挑発 Chōhatsu |
| 1077        | ضباب 霧 Kiri | ضباب 霧 Kiri | ضباب 霧 Kiri | ضباب 霧 Kiri |
| 1078        | الظهور مجدداً 再び現れる Futatabi arawareru                                                                                | الظهور مجدداً 再び現れる Futatabi arawareru                                                                               | الظهور مجدداً 再び現れる Futatabi arawareru                                                                               | الظهور مجدداً 再び現れる Futatabi arawareru                                                                               |
| 1079        | الشيء المتروك في المفكرة 手帳に遺されたもの Techō ni nokosa reta mono                                                     | الشيء المتروك في المفكرة 手帳に遺されたもの Techō ni nokosa reta mono                                                    | الشيء المتروك في المفكرة 手帳に遺されたもの Techō ni nokosa reta mono                                                    | الشيء المتروك في المفكرة 手帳に遺されたもの Techō ni nokosa reta mono                                                    |
| 1080        | القضية النائمة 瞑れる事件 Nemureru jiken                                                                                  | القضية النائمة 瞑れる事件 Nemureru jiken                                                                                 | القضية النائمة 瞑れる事件 Nemureru jiken                                                                                 | القضية النائمة 瞑れる事件 Nemureru jiken                                                                                 |
| المجلد      | تاريخ الصدور | ردمك | الشخصيات | الشخصيات |
| المجلد      | تاريخ الصدور | ردمك | الشخصية المفتاح | المحقق |
| ''''102'''' | 15 سبتمبر 2022 | ISBN 978-4-09-851255-3                                                                                                   | تشيهايا هاغيوارا | سيكو فوجي |
| الفصل       | العنوان | الحلقات المقابلة | الحلقات المقابلة | الحلقات المقابلة |
| 1081        | وارثوا الإرادة 遺志を継ぐ者 Ishi o Tsugumono                                                                              | وارثوا الإرادة 遺志を継ぐ者 Ishi o Tsugumono                                                                             | وارثوا الإرادة 遺志を継ぐ者 Ishi o Tsugumono                                                                             | وارثوا الإرادة 遺志を継ぐ者 Ishi o Tsugumono                                                                             |
| 1082        | جريمة قتل على الخط ライン上の殺人 Rain-jō no Satsujin                                                                     | جريمة قتل على الخط ライン上の殺人 Rain-jō no Satsujin                                                                    | جريمة قتل على الخط ライン上の殺人 Rain-jō no Satsujin                                                                    | جريمة قتل على الخط ライン上の殺人 Rain-jō no Satsujin                                                                    |
| 1083        | ذكريات الحدود 境目の思い出 Sakaime no Omoide                                                                              | ذكريات الحدود 境目の思い出 Sakaime no Omoide                                                                             | ذكريات الحدود 境目の思い出 Sakaime no Omoide                                                                             | ذكريات الحدود 境目の思い出 Sakaime no Omoide                                                                             |
| 1084        | منزل ميتشان ミッちゃんのお家 Micchan no Ouchi                                                                             | منزل ميتشان ミッちゃんのお家 Micchan no Ouchi                                                                            | منزل ميتشان ミッちゃんのお家 Micchan no Ouchi                                                                            | منزل ميتشان ミッちゃんのお家 Micchan no Ouchi                                                                            |
| 1085        | معاناة الرقم 15 15の受難 Jūgo no Junan                                                                                    | معاناة الرقم 15 15の受難 Jūgo no Junan                                                                                   | معاناة الرقم 15 15の受難 Jūgo no Junan                                                                                   | معاناة الرقم 15 15の受難 Jūgo no Junan                                                                                   |
| 1086        | استذكار الرقم 18 18の想起 Jūhachi no Sōki                                                                                 | استذكار الرقم 18 18の想起 Jūhachi no Sōki                                                                                | استذكار الرقم 18 18の想起 Jūhachi no Sōki                                                                                | استذكار الرقم 18 18の想起 Jūhachi no Sōki                                                                                |
| 1087        | حفنة من الحمقى バカ共 Baka-domo                                                                                           | حفنة من الحمقى バカ共 Baka-domo                                                                                          | حفنة من الحمقى バカ共 Baka-domo                                                                                          | حفنة من الحمقى バカ共 Baka-domo                                                                                          |
| 1088        | فخٌّ حُلو 甘い罠 Amai Wana                                                                                                   | فخٌّ حُلو 甘い罠 Amai Wana                                                                                                  | فخٌّ حُلو 甘い罠 Amai Wana                                                                                                  | فخٌّ حُلو 甘い罠 Amai Wana                                                                                                  |
| 1089        | بابٌ نصف مفتوح 半開きの扉 Hanbiraki no Tobira                                                                              | بابٌ نصف مفتوح 半開きの扉 Hanbiraki no Tobira                                                                             | بابٌ نصف مفتوح 半開きの扉 Hanbiraki no Tobira                                                                             | بابٌ نصف مفتوح 半開きの扉 Hanbiraki no Tobira                                                                             |
| 1090        | الحقيقة وراء الباب 扉の先の真実 Tobira no Saki no Shinjitsu                                                               | الحقيقة وراء الباب 扉の先の真実 Tobira no Saki no Shinjitsu                                                              | الحقيقة وراء الباب 扉の先の真実 Tobira no Saki no Shinjitsu                                                              | الحقيقة وراء الباب 扉の先の真実 Tobira no Saki no Shinjitsu                                                              |
| 1091        | تعاون コラボ Korabo | تعاون コラボ Korabo | تعاون コラボ Korabo | تعاون コラボ Korabo |

### الفصول التي لم تصنف في مجلدات
- 1092: إثارة جديدة (新しい刺激 Atarashī Shigeki)
- 1093: مظهر برّاق (映え Bae)
- 1094: لقاء بالصدفة (偶然の出会い Gūzen no Deai)
- 1095: ثلاث شفرات (3つの暗号 Mitsu no Angō)
- 1096: سر المربع (四角の秘密 Shikaku no Himitsu)
- 1097: قائد (引率者 Insotsu-sha)
- 1098: كوخ الشاطئ (海の家 Uminoya)
- 1099: تراجعي (下がれ Sagare)
- 1100: محو (煙滅 Enmetsu)
- 1101: البحث (捜索 Sōsaku)
- 1102: ظاهر وباطن (表裏 Hyōri)
- 1103: افتتاحية بيضاء سوداء (白黒の序盤 Monokuro no Ōpuningu)
- 1104: الفارس الملطخ بالدم (血染めの騎士 Chizome no Naito)
- 1105: دموع متساقطة (陥落の涙 Kanraku no Namida)

## قائمة الإصدارات الخاصة
يتم رسم الإصدارات الخاصة من قبل مساعدي غوشو أوياما، وهذه مانغا لا تؤثر على القصة الرئيسية. تم إصدار 43 مجلدًا حتى مايو 2018.
| م. | تاريخ الإصدار اليابانية | ردمك اليابانية         |
| -- | ----------------------- | ---------------------- |
| 1  | 28 يناير 1997           | ISBN 4-09-142531-3     |
| 2  | 28 أكتوبر 1997          | ISBN 4-09-142532-1     |
| 3  | 28 نوفمبر 1997          | ISBN 4-09-142533-X     |
| 4  | 18 مارس 1998            | ISBN 4-09-142534-8     |
| 5  | 18 أبريل 1998           | ISBN 4-09-142535-6     |
| 6  | 28 يناير 1999           | ISBN 4-09-142536-4     |
| 7  | 26 أبريل 1999           | ISBN 4-09-142537-2     |
| 8  | 7 أغسطس 1999            | ISBN 4-09-142538-0     |
| 9  | 18 ديسمبر 1999          | ISBN 4-09-142539-9     |
| 10 | 28 مارس 2000            | ISBN 4-09-142540-2     |
| 11 | 27 مايو 2000            | ISBN 4-09-142781-2     |
| 12 | 25 ديسمبر 2000          | ISBN 4-09-142782-0     |
| 13 | 28 مايو 2001            | ISBN 4-09-142783-9     |
| 14 | 28 أغسطس 2001           | ISBN 4-09-142784-7     |
| 15 | 28 مارس 2002            | ISBN 4-09-142785-5     |
| 16 | 28 أغسطس 2002           | ISBN 4-09-142786-3     |
| 17 | 28 يناير 2003           | ISBN 4-09-142787-1     |
| 18 | 28 مارس 2003            | ISBN 4-09-142788-X     |
| 19 | 28 مايو 2003            | ISBN 4-09-142789-8     |
| 20 | 24 ديسمبر 2003          | ISBN 4-09-142790-1     |
| 21 | 1 أبريل 2004            | ISBN 4-09-143191-7     |
| 22 | 27 أغسطس 2004           | ISBN 4-09-143192-5     |
| 23 | 24 ديسمبر 2004          | ISBN 4-09-143193-3     |
| 24 | 28 مارس 2005            | ISBN 4-09-143194-1     |
| 25 | 26 أبريل 2005           | ISBN 4-09-143195-X     |
| 26 | 24 ديسمبر 2005          | ISBN 4-09-140079-5     |
| 27 | 27 فبراير 2006          | ISBN 4-09-140094-9     |
| 28 | 27 أكتوبر 2006          | ISBN 4-09-140255-0     |
| 29 | 25 ديسمبر 2006          | ISBN 4-09-140315-8     |
| 30 | 28 نوفمبر 2007          | ISBN 978-4-09-140415-2 |
| 31 | 25 ديسمبر 2007          | ISBN 978-4-09-140457-2 |
| 32 | 27 نوفمبر 2008          | ISBN 978-4-09-140730-6 |
| 33 | 25 ديسمبر 2008          | ISBN 978-4-09-140745-0 |
| 34 | 28 يوليو 2009           | ISBN 978-4-09-140813-6 |
| 35 | 25 ديسمبر 2009          | ISBN 978-4-09-140878-5 |
| 36 | 28 يوليو 2010           | ISBN 978-4-09-141056-6 |
| 37 | 28 نوفمبر 2011          | ISBN 978-4-09-141368-0 |
| 38 | 27 يوليو 2012           | ISBN 978-4-09-141460-1 |
| 39 | 28 أكتوبر 2014          | ISBN 978-4-09-141830-2 |
| 40 | 28 ديسمبر 2015          | ISBN 978-4-09-142108-1 |
| 41 | 28 أكتوبر 2016          | ISBN 978-4-09-142237-8 |
| 42 | 28 يوليو 2017           | ISBN 978-4-09-142409-9 |
| 43 | 28 مايو 2018            | ISBN 978-4-09-142674-1 |

## وصلات خارجية
- "مجلدات مانغا المحقق كونان" (باليابانية). شوغاكوكان. Archived from the original on 2020-03-28.